# Guardia di Finanza

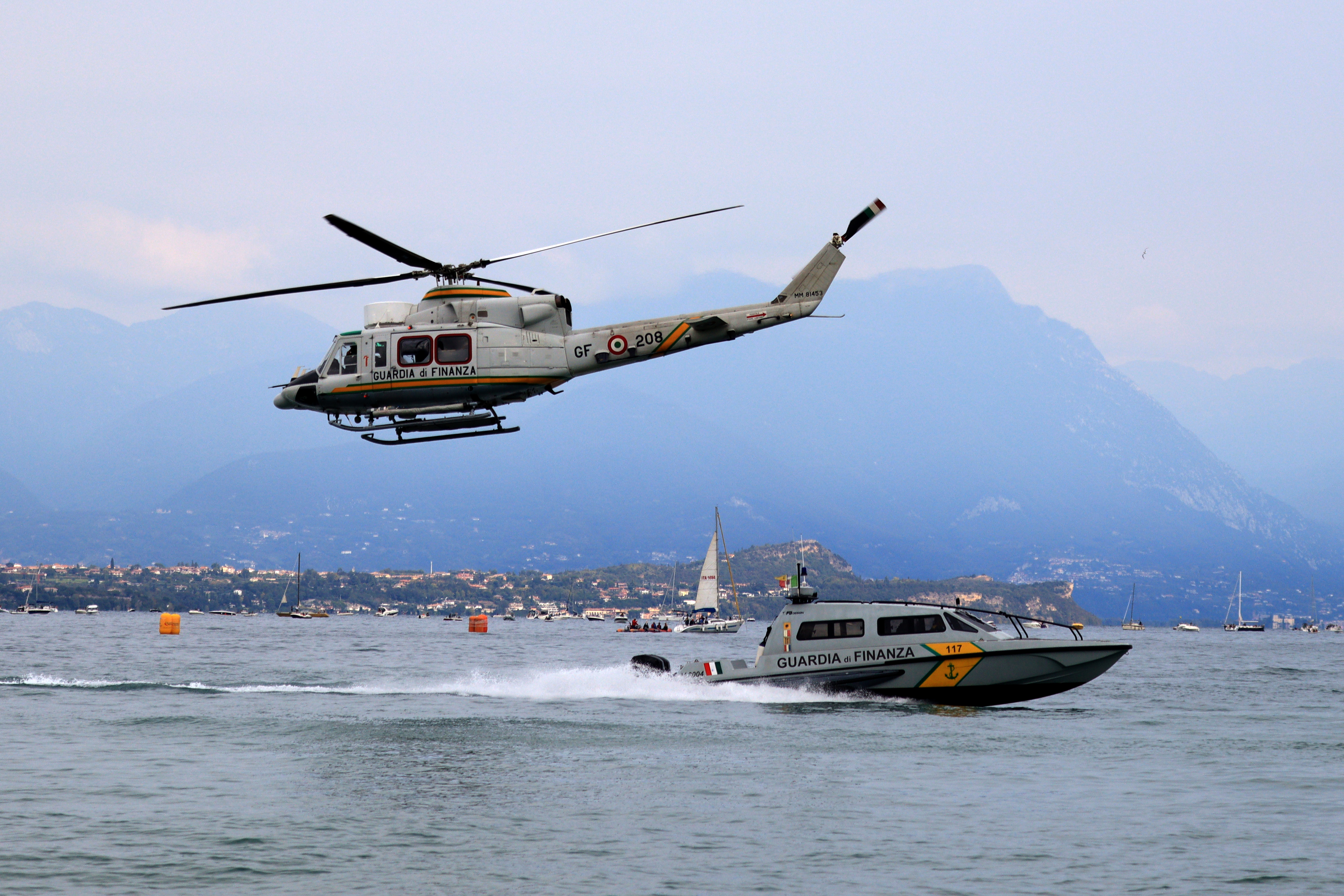

La Guardia di Finanza (in acronimo G. di F. o GdF) è una forza di polizia ad ordinamento militare. È parte delle forze di polizia italiane. È direttamente dipendente dal ministro dell'economia e delle finanze, dipende funzionalmente dal Ministero dell'interno per le attività di concorso al mantenimento dell'ordine e della sicurezza pubblica, e per la difesa militare del territorio dipende funzionalmente dal Ministero della difesa. È guidata dal Comandante generale della Guardia di Finanza.
Trae le proprie origini nel 1774 dalla Legione Truppe Leggere ed è istituita nel 1862 come Corpo delle Guardie doganali del Regno d'Italia fino al 1881, allorquando divenne Corpo della Regia Guardia di Finanza. La celebrazione dell'anniversario, che originariamente ricorreva il 5 luglio fino al 1965, fu definitivamente spostata al 21 giugno, a memoria dell'inizio della battaglia del solstizio, combattuta durante la prima guerra mondiale. Il Comando Generale è sito a Roma presso la Caserma Piave, presso cui si trova anche il Museo storico della Guardia di Finanza, che raccoglie i cimeli del corpo.

## Storia

### Le origini nel Regno di Sardegna nel XVIII secolo
Le origini del corpo si fanno risalire al 5 ottobre 1774 nel Regno di Sardegna, allorché con regie patenti Gabriel Pictet fu nominato primo comandante della Legione truppe leggere, un reparto di fanteria leggera della Regia Armata Sarda con compito accessorio di supporto all’Esercito sabaudo in caso di conflitto, poi sciolta con la creazione delle Repubbliche sorelle napoleoniche nel nord Italia e successivamente ricostituita dopo la Restaurazione sotto il nome di "Legione reale leggera", infine sciolta definitivamente nel 1821.
Prima dello scioglimento del predetto corpo, a quest'ultimo fu affiancato nel 1814 il corpo dei preposti doganali, un organismo civile di ispirazione francese che i regnanti transalpini mantennero dopo la caduta di Napoleone Bonaparte e a cui era affidata la vigilanza per fini doganali dei posti di confine e della frontiera.

### L'unità d'Italia e il "Corpo della Regia Guardia di Finanza"
Dopo la proclamazione del Regno d'Italia nel 1861, con legge del 13 maggio 1862, n. 616 la fusione delle milizie e degli organismi doganali dei disciolti Stati preunitari con i preposti doganali piemontesi determinò la nascita del Corpo delle guardie doganali, che nel 1881 con il cambio di dipendenza dalle dogane alle intendenze di finanza mutò la denominazione in Corpo della Regia Guardia di Finanza. Nel 1906, con l'istituzione del Comando generale, dipendente dal Ministero delle Finanze, raggiunse la piena autonomia, sino alla completa militarizzazione avvenuta nel 1907, sancita dall'estensione dell'uso delle stellette, distintive dei reparti combattenti, sovrapposte alle tradizionali fiamme gialle. Le fiamme gialle erano concesse, senza stellette, anche al personale coloniale; gli ascari finanzieri si distinguevano inoltre per la fusciacca (etagà) gialla con bordi verdi e fiocco del tarbush o della tachia verde e giallo.
In tempo di pace il corpo, pur non avendo ancora lo stato giuridico militare, fu sottoposto alla giurisdizione militare e a un regime disciplinare in gran parte mutuato da quello vigente per l'esercito, il cui regolamento di disciplina militare viene esteso al corpo con il Regio Decreto 11 luglio 1907, n. 566; l'integrazione tra le altre forze armate dello Stato si completò di poi con la concessione della bandiera di guerra con i regi decreti legge 2 giugno 1911 n. 325 e 24 dicembre 1914 n. 1409.

### La prima guerra mondiale
La Guardia di Finanza partecipò alla prima guerra mondiale con un contingente di 12 000 finanzieri (il 40% dell'allora organico del Corpo), inquadrato in 18 battaglioni mobilitati e 4 compagnie autonome, impiegati sul fronte trentino, in Carnia, sull'Isonzo, sul Carso ed in Albania con organico, armamento ed equipaggiamento identico a quelli dei reparti alpini. Altri “distaccamenti speciali”, invece, erano costituiti da finanzieri dei reparti di confine posti a disposizione dei reparti del Regio Esercito in prima linea, con compiti informativi e di esplorazione. Reparti di finanzieri sciatori si distinsero inoltre sull'Ortles e sulla Marmolada; inoltre, se l'origine delle truppe d'assalto italiane nella prima guerra mondiale è controversa, è certa comunque la presenza in esse di finanzieri sin dalle prime manifestazioni della specialità.
I battaglioni del Corpo dipendevano, di solito, direttamente dai Corpi d'Armata ed erano distaccati di volta in volta ai comandi di settore divisionale per l'impiego in prima linea. Una seconda aliquota di finanzieri fu destinata alla difesa costiera, a cui parteciparono anche i reparti litoranei e le unità navali del Corpo, di cui le maggiori poste alle dipendenze della Marina Militare, dispiegate anche sul lago di Garda.
Il rimanente personale fu impiegato sul territorio nazionale con compiti politico-militari a tutela dell'economia di guerra e per la sicurezza interna del regno; in Libia e nel dodecaneso italiano, negli ordinari compiti di servizio e nella difesa costiera. È doveroso ricordare che il primo colpo di fucile del conflitto fu esploso, nella notte tra il 23 e il 24 maggio 1915, da una pattuglia composta dai finanzieri Pietro Dall'Acqua e Costantino Carta, i quali respinsero il tentativo di alcuni guastatori austriaci di demolire il ponte di Brazzano sullo Judrio, il fiume che segnava il nostro confine orientale del 1866. Negli anni di guerra si succedettero numerosi episodi di eroismo e dimostrazioni di operatività, nonostante alcuni rovesci militari delle nostre Armate. Le ingentissime perdite subite e la difficoltà ad alimentare i reparti con dei rincalzi, indussero il Comando Supremo nell'agosto 1916 a dimezzare il numero di battaglioni e compagnie autonome del Corpo, riducendo gli uomini al fronte ad un totale di 9 000.
Al momento del repentino crollo del fronte dopo la battaglia di Caporetto, i quattro battaglioni di finanzieri coinvolti si segnalarono per la compattezza mantenuta nelle azioni di retroguardia e nel concorrere a rendere ordinato, per quanto possibile, il ripiegamento dell'Esercito.

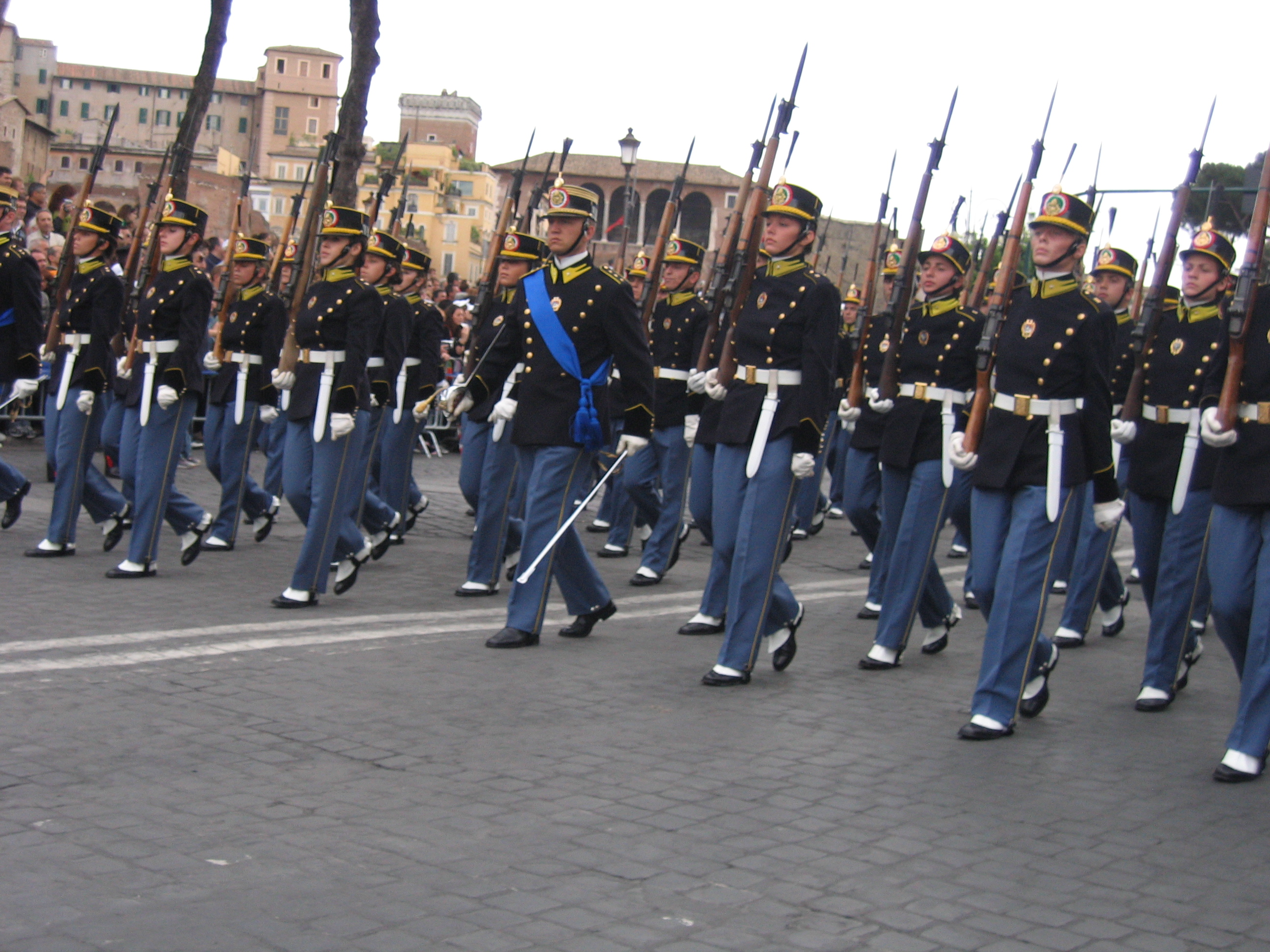
Allievi Ufficiali dell'Accademia della Guardia di Finanza in uniforme storica invernale, nella foggia non più in uso

Quando venne costituita la prima difesa al nemico sulla via di Venezia, sulla destra del Piave Nuovo, tre battaglioni del Corpo ne entrarono a far parte: il VII, l'VIII ed il XX, i quali contennero gli attacchi sul Piave, partecipando alla battaglia del solstizio. In particolare, il 21 giugno 1918 il VII battaglione mobilitato, dislocato sul basso Piave, si attestò in opposto territorio ed il successivo 5 luglio l'VIII battaglione, che lo rilevò, continuò le operazioni, che si conclusero brillantemente due giorni dopo. Lo stesso giorno il XVI ed il XVIII battaglione iniziarono in Albania l'attacco contro le ardue e ben munite posizioni del Mali Viluscia, che conquistarono nei giorni successivi.
Dopo la fine delle ostilità, la Guardia di Finanza, oltre a provvedere alla vigilanza lungo la linea di armistizio ed all'organizzazione del servizio d'istituto nelle nuove province liberate, inviò reparti in Dalmazia, in Albania ed in Anatolia, facenti parte dei rispettivi corpi di spedizione, mentre due compagnie furono autorizzate a permanere a Fiume occupata dai volontari di Gabriele D'Annunzio, uniche unità regolari incaricate della protezione della popolazione civile e del controllo dell'area portuale.
Su un totale di circa 12 000 finanzieri mobilitati, 2 392 furono i caduti, 500 i mutilati e gli invalidi e 2 600 i feriti. Ai finanzieri furono concesse nell'arco del conflitto 141 medaglie individuali d'argento al Valor militare (41 delle quali alla memoria), 261 di bronzo, 224 croci di guerra al Valore (di cui 53 alla memoria) e 136 promozioni per merito di guerra.
La condotta del VII battaglione durante la prima guerra mondiale fu riconosciuta con la concessione alla Bandiera di Guerra di una medaglia di bronzo al Valor militare, con R.D. del 31 ottobre 1920, con la seguente motivazione:
Una seconda medaglia di bronzo al Valor militare è stata concessa al Corpo con R.D. del 3 novembre 1921:

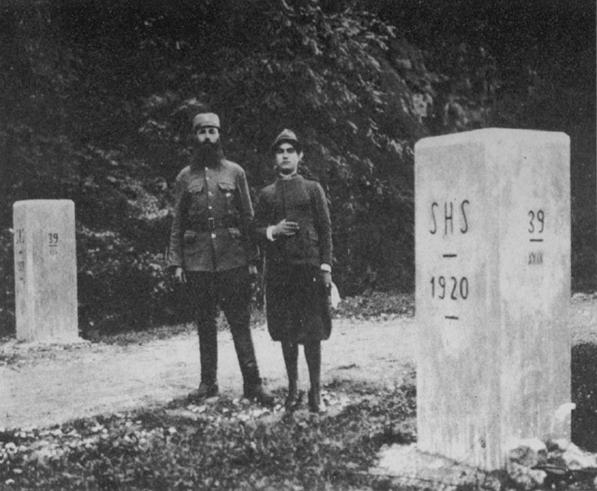
Un finanziere (a destra) al confine con il Regno dei Serbi, Croati e Sloveni nel 1925

### Il ventennio fascista e la seconda guerra mondiale
Gli anni venti segnano un periodo di profonda riorganizzazione per la Guardia di Finanza che viene ordinata secondo il modello territoriale del Corpo dei Reali Carabinieri, con l'innovazione determinata, all'inizio del governo Mussolini, dall'istituzione nel 1923 della polizia tributaria investigativa, quale contingente specializzato e componente di punta del Corpo, che segna il progressivo spostarsi del fulcro dell'attività di servizio dagli originari compiti di polizia daziaria e doganale alla sorveglianza della totalità degli aspetti tributari nazionali. Venne poi costituito, nell'ambito del Ministero, l'Ufficio tecnico centrale per la Polizia Tributaria Investigativa, retto da un generale del corpo.

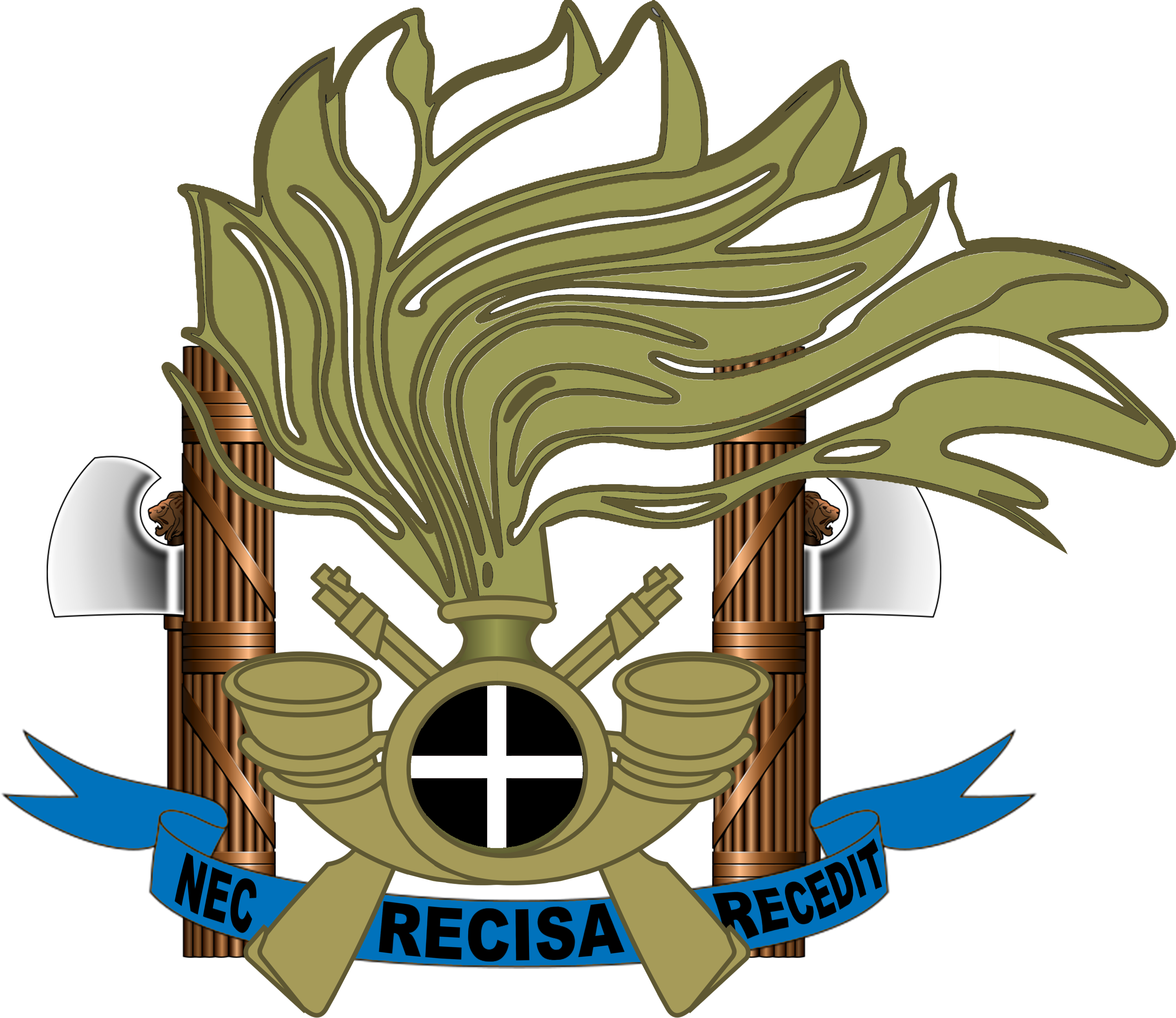
Stemma della Regia Guardia di Finanza durante il ventennio fascista.

Durante la seconda guerra mondiale i finanzieri, inquadrati in Reparti mobilitati, presero parte al conflitto. Il corpo ebbe modo di distinguersi grazie all'operato di Alfredo Malgeri durante la liberazione di Milano, nell'opera di contrasto al contrabbando, dapprima terrestre e poi via mare, per gli aiuti prestati ai profughi ebrei e ai perseguitati dai nazifascisti, e per aver tutelato la popolazione civile e le istituzioni sul confine italiano orientale, ove numerosi finanzieri furono uccisi e gettati nelle foibe.

### Il secondo dopoguerra
Nel secondo dopoguerra in Italia venne istituito un apposito corpo, la Guardia di finanza del Territorio Libero di Trieste fu istituito nella città libera, fino al ritorno di essa all'Italia.  Il 2 maggio 1949, alla presenza dei ministri Ezio Vanoni, Giuseppe Pella e Ugo La Malfa, il comandante generale inaugura presso l'accademia del Corpo il primo corso per verificatori contabili, diretto dal professor Cesare Cosciani, al quale sono destinati ufficiali del Corpo e funzionari dell'amministrazione finanziaria. Da tale momento la preparazione all'attività di polizia tributaria diviene il tema centrale dell'addestramento di formazione e di perfezionamento per gli ufficiali ed i sottufficiali.
A partire dagli anni '50 vengono radicalmente trasformati il naviglio, il parco automobilistico e l'organizzazione delle telecomunicazioni; viene istituito il servizio statistico, dotato di un centro meccanografico, e il servizio cinofili per l'allevamento e l'addestramento dei cani anticontrabbando. In seguito le competenze del corpo furono riordinate con la legge 23 aprile 1959, n. 189, che pose il corpo alle dipendenze del Ministro dell'Economia e delle Finanze.

### Il XXI secolo

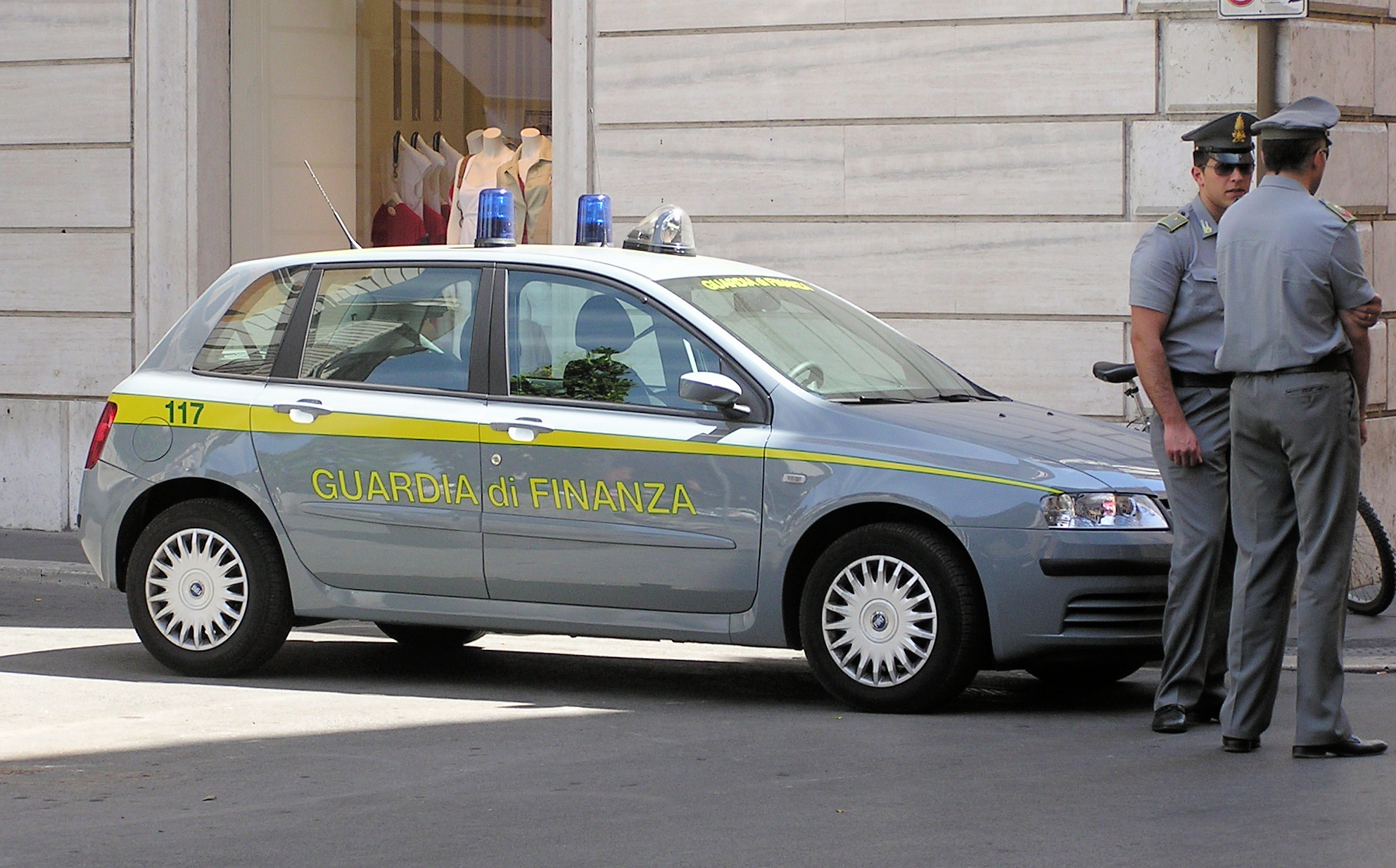
Due finanzieri con la loro autovettura nel 2007

Il d.lgs. 19 marzo 2001, n. 68 comportò un ulteriore riordino delle competenze, e con la legge 3 giugno 2010, n. 79, si è prevista la possibilità di nominare il Comandante Generale della Guardia di Finanza tra le file dei propri Generali di Corpo d'Armata, mentre in precedenza questi erano scelti tra i generali di corpo d'armata dell'esercito italiano. A seguito della legge 7 agosto 2015, n. 124, e del d.lgs. 19 agosto 2016, n. 177, il decreto del Ministro dell’Interno del 15 agosto 2017, ha stabilito che la Guardia di Finanza sia l'unica delle forze di polizia italiane ad occuparsi della pubblica sicurezza in mare, con decorrenza dal 1º gennaio 2018, tranne per quelle competenze esclusive del Corpo delle capitanerie di porto - Guardia costiera.
Nel 2018 il corpo ha visto un'importante riorganizzazione ed i Reparti Speciali sono stati riorganizzati assieme ai reparti Antiterrorismo-Pronto Impiego. A livello territoriale, a inizio 2019, sono state soppresse le Brigate e trasformate in Tenenze luogotenenziali. In ogni provincia poi è stato istituito un ulteriore gruppo e ridisegnate le circoscrizioni di competenza di Gruppi, Compagnie e Tenenze.
Nel 2024, in occasione del 250º anniversario della fondazione, ha avviato una serie di eventi per celebrare la ricorrenza il cui apice è raggiunto dalla Festa del Corpo a Piazza di Siena il 24 giugno alla presenza delle massime autorità civili e religiose.

## Struttura organizzativa

### Comando generale

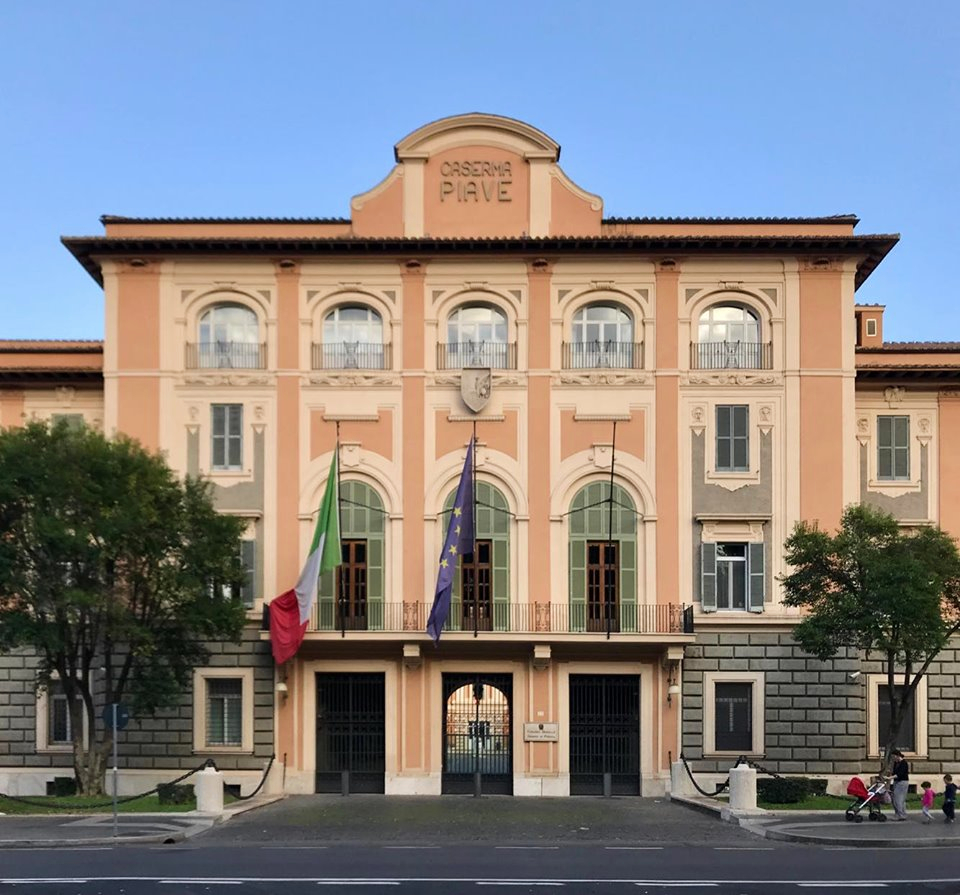
Ingresso della Caserma Piave, sede del Comando generale della Guardia di Finanza

- Il comandante generale della Guardia di Finanza, di nomina politica, ha funzione di alta direzione della globale attività istituzionale.[27] Fino al 2010 è stato, per legge, un generale di corpo d'armata dell'Esercito Italiano e non della Guardia di Finanza stessa. La legge 3 giugno 2010 n. 79, promulgata su impulso delle Commissioni Difesa e Commissioni Finanze della XVI Legislatura, stabilì che anche i generali di corpo d'armata della Guardia di Finanza potessero ricoprire il ruolo di comandante generale.[28][29] Il 23 maggio 2023 Andrea De Gennaro è stato nominato dal Consiglio dei Ministri come nuovo comandante generale della Guardia di Finanza.
- Il comandante in seconda, con il grado di generale di corpo d'armata (dal 1° marzo 2025 è Bruno Buratti)
- Lo Stato maggiore
  - Il capo di Stato maggiore (con il grado di generale di corpo d'armata)
  - L'Ufficiale di collegamento con il Dipartimento delle Finanze (con il grado di generale di brigata)[30]

### Reparti territoriali
Per l'esecuzione del servizio, l'organizzazione territoriale è articolata in:
- 6 Comandi Interregionali (nelle sedi di: Milano, Venezia, Firenze, Roma, Napoli e Palermo), retti da generale di corpo d'armata, da cui dipendono:
- 19 Comandi Regionali retti da generale di divisione, che svolgono funzioni di comando, coordinamento e controllo dei dipendenti reparti Tecnico Logistico Amministrativi (retti da colonnello) nonché di quelli aventi immediata proiezione operativa costituiti, nella dicotomia fra reparti territoriali ordinari e reparti specializzati, dai:
- 105 Comandi Provinciali e 1 Comando Territoriale (nella sede di Aosta), retti da generale di brigata/colonnello, alle dipendenze dei quali operano secondo un modulo di coesistenza di organismi specialistici ed organismi ordinari, di norma un nucleo di polizia economico finanziaria, unità ad alta specializzazione nella investigazione tributaria, economica, finanziaria ed antidroga ed articolata in gruppi di sezioni, e un numero variabile di gruppi (retti da tenente colonnello/maggiore), compagnie e tenenze, di consistenza organica diversa in relazione alla situazione socio-economica ed alle esigenze operative dell'area di competenza.
- 15 Reparti Operativi Aeronavali, che hanno alle dipendenze una o più Stazioni Navali e, di norma, una Sezione Aerea.
- 29 stazioni Soccorso alpino della Guardia di Finanza (SAGF) nelle zone montane, che dipendono per gli aspetti tecnico-operativi dalla scuola alpina e per la disciplina e l’impiego dai comandi provinciali. Circa 360 militari, qualificati e addestrati per operazioni di soccorso in zone montane ed ambienti impervi, garantiscono ogni giorno, 24 h su 24 servizio di pronto intervento per ogni evento di loro competenza.

### Comandi nuclei speciali
Parallelamente ai comandi interregionali, con competenze specialistiche in ambito nazionale esistono, sempre a livello generale di corpo d'armata:
- Comando dei reparti speciali, guidato dal Gen. C.A. Umberto Sirico, dal quale dipendono, al comando di generali di brigata:
  - Comando tutela Economia e Finanza, guidato dal Gen. D. Stefano Lombardi, articolato in:
    - Nucleo speciale entrate, che opera in materia di entrate del bilancio nazionale e degli enti locali. In tale ambito svolge attività di analisi, intrattiene relazioni operative con gli organismi di settore, elabora progetti operativi, analisi di rischio e assicura il necessario supporto agli altri reparti;
    - Nucleo speciale spesa pubblica e repressione frodi comunitarie, competente in materia di spesa pubblica, di frodi al bilancio comunitario, di danni erariali, contrabbando, di controllo alle uscite del bilancio nazionale e degli enti locali. Sovrintende, inoltre, al generale ed efficiente funzionamento del Sistema Informativo Anti Frode - (S.I.A.F.). Collabora, inoltre, con il Dipartimento per l'informazione e l'editoria della Presidenza del Consiglio dei Ministri, con l'Agenzia Nazionale per l'attrazione degli investimenti e lo sviluppo d'impresa s.p.a. - INVITALIA, nonché con la Corte dei Conti;[31]
    - Nucleo speciale polizia valutaria, che opera a tutela dei mercati finanziari e nei settori di servizio riguardanti il riciclaggio, i movimenti transfrontalieri di capitali, l'intermediazione finanziaria, l'usura, la disciplina dei mezzi di pagamento, il finanziamento al terrorismo, la tutela del risparmio, gli illeciti previsti dal testo unico delle leggi bancarie, di cui al D. Lgs. n. 385/1993; da quello della finanza di cui al D. Lgs. n. 20/1998 e dal Codice delle assicurazioni private, di cui al D. Lgs. n. 209/2005. Il Nucleo dispone di tre unità operative periferiche (Gruppi di Sezioni) alle sedi di Palermo, Milano e Reggio Calabria. Effettua altresì il seguito investigativo delle segnalazioni di operazioni sospette trasmesse ex D. Lgs. 231/2007 dall'Unità di Informazione Finanziaria per l'Italia;
    - Nucleo speciale antitrust, con funzioni di tutela delle regole dei mercati, in particolare in materia di illeciti contro l'economia pubblica, l'industria ed il commercio. Il reparto è inoltre, il referente per la Guardia di finanza dell'Autorità Garante della Concorrenza e del Mercato;
- Servizio centrale di investigazione sulla criminalità organizzata (S.C.I.C.O.), che opera a contrasto dei reati di criminalità organizzata, come organismo di coordinamento ed analisi, e fornisce supporto tecnico-logistico ai G.I.C.O.;
- Comando unità speciali articolato in:
  -     - Nucleo speciale anticorruzione (principale referente dell'Autorità nazionale anticorruzione).
    - Nucleo speciale commissioni parlamentari d'inchiesta, per l'attività di collaborazione con gli omonimi organi parlamentari;
    - Nucleo speciale frodi tecnologiche e tutela privacy, che opera a contrasto degli illeciti economico-finanziari perpetrati per via telematica ed i reati commessi da hacker e cracker (principale referente dell'Autorità Garante per la tutela dei dati personali e l'Agenzia per l'Italia Digitale);

  - Nucleo speciale beni e servizi dal quale dipendono:
    - Nucleo speciale per l'energia e il sistema idrico;
    - Nucleo speciale tutela proprietà intellettuale, con all'interno il Gruppo anti contraffazione e sicurezza dei prodotti;
    - Nucleo speciale per la radiodiffusione e l'editoria, collabora con l’Autorità per la Garanzia nelle Comunicazioni, assicurando l’esecuzione e la direzione operativa delle attività di accertamento delle violazioni alla normativa in materia di radiodiffusione ed editoria. Dispone di un’unità operativa periferica alla sede di Napoli;

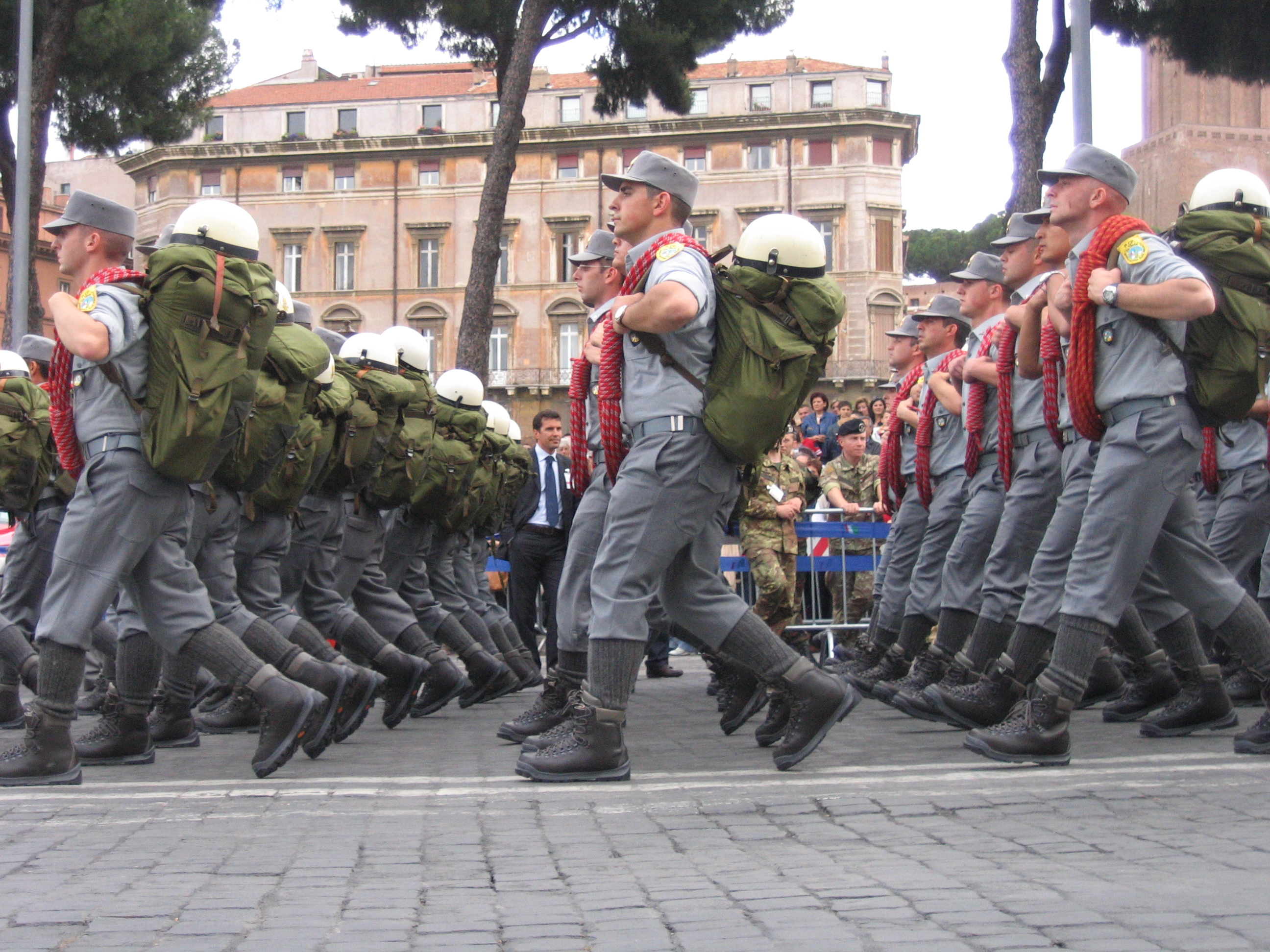
Finanzieri della Scuola Alpina in uniforme da rocciatore

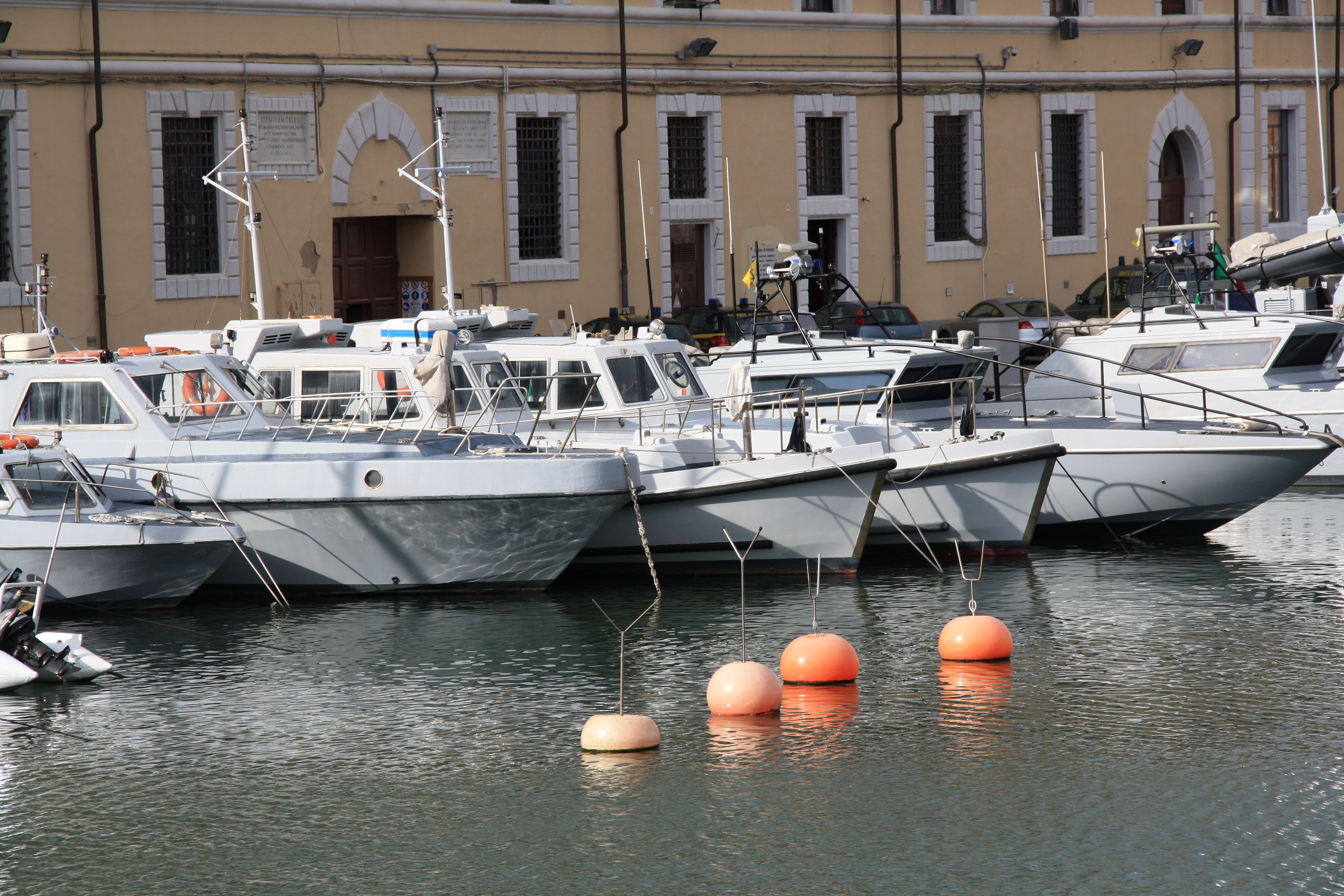
Vedette del ROAN di Livorno

### Reparti aeronavali
Il Comando aeronavale centrale, diretto dal Gen. C.A. Stefano Screpanti, preposto al:
- Comando Operativo Aeronavale (COAN), articolato su un Gruppo esplorazione aeromarittima e 3 gruppi aeronavali (GAN di Taranto, Messina e Cagliari), che conduce e coordina l'attività di vigilanza aeromarittima a livello nazionale
  - Servizio navale della Guardia di Finanza
  - Servizio aereo della Guardia di Finanza;
- Comando logistico aeronavale, articolato su un centro navale a Formia e un centro di aviazione a Pratica di Mare, che provvede alla funzione logistica centralizzata di settore;
- 15 reparti operativi aeronavali (ROAN), comandati da colonnelli, che dirigono e coordinano l'attività specialistica dei reparti marittimi e di volo su base regionale.

### Reparti addestrativi
Esiste, inoltre, la branca addestrativa dell’Ispettorato per gli istituti di istruzione, retto da generale di corpo d'armata, attualmente il Gen C.A. Vito Augelli, dal quale dipendono tutti i reparti preposti al reclutamento, alla formazione ed alla specializzazione del personale dei vari ruoli del corpo nonché i prestigiosi Gruppi Sportivi Fiamme Gialle, in cui militano numerosi atleti olimpici (tra cui le medaglie d'oro Sofia Goggia e Arianna Fontana, entrambe vincitrici dell'oro olimpico a Pyeongchang 2018).
L'ispettorato per gli istituti di Istruzione, in particolare, ha una struttura simile a quella degli omologhi Comandi Interregionali, assolve funzioni di comando, coordinamento e controllo dei reparti ed istituti dipendenti delle attività nei settori:
- del reclutamento e della formazione degli allievi;
- dell'addestramento e della specializzazione post-formazione del personale già in servizio.

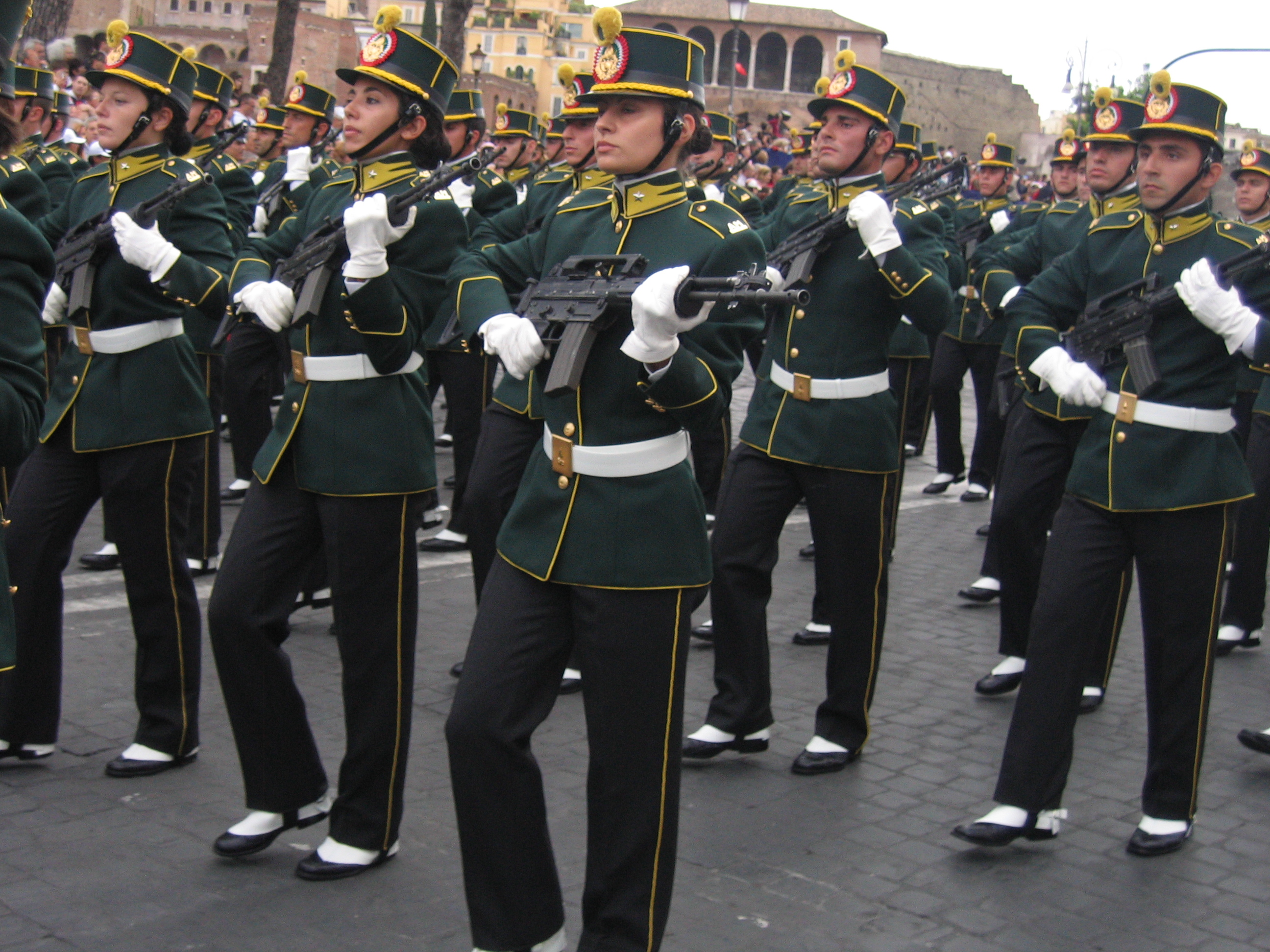
Allievi della Scuola ispettori e sovrintendenti con sede all'Aquila in uniforme storica verde scuro, in uso dal 2005

Alle proprie dipendenze sono posti i seguenti reparti:
- Accademia della Guardia di Finanza: con sede a Bergamo, retta da generale di divisione/brigata;
- Scuola ispettori e sovrintendenti della Guardia di Finanza: con sede all'Aquila, retta da generale di divisione/brigata;
- Scuola di polizia economico finanziaria: con sede a Lido di Ostia (Roma), retta da generale di divisione/brigata;
- Centro di reclutamento: con sede a Roma, retta da generale di divisione/brigata;
- Legione allievi: con sede a Bari, retta da generale di divisione/brigata, con alle dipendenze:
  - la Scuola allievi finanzieri alla sede,
  - la Scuola Nautica di Gaeta,
  - la Scuola alpina di Predazzo;
- Centro addestramento di specializzazione, con sede ad Orvieto, retto da generale di brigata/colonnello, con:
  - Scuola addestramento di specializzazione alla sede;
- Centro Sportivo: con sede a Roma (Castel Porziano), retto da generale di brigata;
- Banda musicale della Guardia di Finanza, con sede a Roma, retta da generale di divisione/brigata;

Come supporto tecnico troviamo il Reparto Tecnico Logistico– Amministrativo per gli Istituti di Istruzione, con sede a Lido di Ostia (Roma), retto da colonnello.

## Compiti istituzionali
Il Corpo della Guardia di Finanza, ai sensi del Decreto legislativo 19 marzo 2001, n. 68, è forza di polizia economico-finanziaria, giudiziaria, di ordine e sicurezza pubblica e marittima, nonché organo di cooperazione internazionale, con il compito di tutelare il bilancio nazionale ed europeo.
- Polizia economico-finanziaria: prevenzione, accertamento e repressione delle violazioni in materia tributaria, valutaria e cambiaria, tutela delle risorse del bilancio dello Stato e dell’Unione europea (art. 2 del D.Lgs. 68/2001).[33]
- Polizia giudiziaria e sicurezza pubblica: esercizio delle funzioni di polizia giudiziaria (art. 6 del D.Lgs. 68/2001), coordinamento della financial intelligence e repressione dei reati economico-finanziari.[34]
- Controlli doganali e contrasto al contrabbando ed al traffico di droga: esercizio in via esclusiva dei controlli doganali alle frontiere e repressione del contrabbando, secondo il Regolamento (UE) n. 952/2013|Codice doganale dell’Unione europea.[35] Controlli antidroga in via esclusiva negli spazi doganali ai sensi dell'art 103 del D.P.R. 309/90. Controlli valutari negli spazi doganali ai sensi del D.Lgs. 141/2024.
- Polizia marittima e aeronavale: svolgimento delle funzioni di polizia marittima e aeronavale con reparti navali e aeromobili, ai sensi del Decreto legislativo 19 agosto 2016, n. 177.[36]
- Tutela delle specie protette (CITES): applicazione della Convenzione sul commercio internazionale delle specie di fauna e flora selvatiche minacciate di estinzione|Convenzione di Washington (CITES), ratificata in Italia con la Legge 5 novembre 1980, n. 874.[37]
- Tutela del patrimonio culturale, ambientale e agroalimentare: contrasto a frodi e traffici illeciti nei settori dei beni culturali, del paesaggio e delle produzioni agroalimentari, nel quadro del Codice dei beni culturali e del paesaggio.[38]
- Tecnologie e droni: impiego di sistemi avanzati e piattaforme a pilotaggio remoto in applicazione del Regolamento (UE) 2019/947 sui sistemi aeromobili a pilotaggio remoto.[39]
- Contrasto alla criminalità organizzata e al terrorismo: coordinamento di operazioni e indagini antiterrorismo e antimafia tramite reparti speciali (SCICO, ATPI, G.I.C.O.).[40]
- Vigilanza su crypto-asset e sistemi finanziari innovativi: monitoraggio e controllo del mercato delle valute virtuali e degli strumenti finanziari digitali, in attuazione del Regolamento MiCA.[41]
- Cooperazione internazionale: partecipazione a missioni e task force per la lotta alle frodi transnazionali e supporto a organismi quali OLAF, Europol e Interpol.[42]
- Partecipazione a missioni civili e operative internazionali: contributo a missioni EU, NATO e ONU (EULEX Kosovo, EUPOL COPPS, EUBAM Libya), prorogato al 31 dicembre 2025 con deliberazione del Consiglio dei Ministri del 19 febbraio 2025.[43]

## Cooperazione internazionale
La Guardia di Finanza sviluppa forme di collaborazione con organismi e forze di polizia estere per rendere più efficaci, su scala globale, le attività di contrasto ai reati economico‑finanziari, al traffico internazionale di droga, al terrorismo e alle minacce transnazionali.

### Canali tradizionali di cooperazione
Per lo scambio di informazioni e il coordinamento operativo la GdF utilizza:
1. Interpol per le attività al di fuori dell’UE e Europol per gli Stati membri, sfruttando database e progetti di analisi congiunta come Sustrans, Hydra, Travellers e Terrorism Finance Tracking Program (TFTP).
2. OLAF, l’Ufficio europeo per la lotta antifrode, con cui conduce operazioni congiunte contro le frodi comunitarie.
3. Police and Customs Cooperation Centres (C.C.P.D.) e SIReNE per la cooperazione diretta tra autorità di polizia e doganali.

### Reti e strumenti di informazione
1. Financial Intelligence Units (FIU). la UIF-Banca d’Italia funge da centro nazionale per la raccolta dei Suspicious Transaction Reports e interfaccia con le FIU estere attraverso il Gruppo Egmont.
2. SAFE – “Portal of Authorities”: dal 2017 la UIF ha attivato un portale digitale per gestire in modo standardizzato le richieste di cooperazione ricevute e inoltrate dai reparti GdF.
3. FIN‑NET, Financial Crime Information Network istituita nel 1992 presso la FCA in UK, per lo scambio rapido di notizie tra autorità competenti.
4. Asset Recovery Office (A.R.O.) network, previsto dalla decisione quadro 2007/845/JHA, per individuare e sequestrare patrimoni criminali all’interno dell’UE.

### Operazioni congiunte e task force
1. Operazione Ludus III: iniziativa europea per la protezione del mercato dei giochi e dei beni di lusso, a cui la GdF ha partecipato insieme a Polizie e agenzie di law enforcement di vari Stati membri.
2. MAOC‑N (Maritime Analysis and Operations Centre – Narcotics) di Lisbona e il network MAR‑INFO / YACHT‑INFO per il contrasto al traffico di droga via mare.
3. Progetti di cooperazione con Frontex quale Agenzia europea per la gestione delle frontiere esterne, per attività di pattugliamento marittimo e aereo, formazione congiunta e interventi rapidi in situazioni di crisi umanitaria o immigrazione irregolare.

### Accordi bilaterali e multilaterali
1. Convenzioni per lo scambio di informazioni fiscali e assistenza amministrativa, ivi comprese le Convenzioni per evitare le doppie imposizioni e i protocolli d’intesa con oltre 90 Paesi, gestiti in raccordo con il Dipartimento Rapporti Fiscali Europei e Internazionali del MEF.
2. Accordi di cooperazione con forze di polizia di paesi terzi (ad es. Guardia Civil spagnola, IRS statunitense), formalizzati tramite Memoranda of Understanding, per indagini congiunte su riciclaggio, frode transnazionale e criminalità organizzata.

### Cooperazione doganale e ambientale
1. CITES: applicazione in Italia della Convenzione di Washington (1973) sul commercio internazionale di specie protette; la GdF svolge controlli sui documenti di trasporto e si interfaccia direttamente con le autorità CITES straniere.
2. Regolamenti UE, come il Reg. (UE) 515/97 e il Reg. (UE) 389/12, che disciplinano assistenza reciproca e cooperazione tra amministrazioni doganali

### Partecipazione a missioni internazionali
La GdF contribuisce a missioni civili UE, operative NATO e a mandato ONU per supporto tecnico‑finanziario e di polizia economica. Con la delibera del Consiglio dei Ministri del 19 febbraio 2025 è stata prorogata fino al 31 dicembre 2025 la partecipazione a numerose missioni in Europa, Asia e Africa, anche in ambito EULEX (Kosovo), EUPOL COPPS (Territori palestinesi) e EUBAM Libya, con un impegno di bilancio di circa 16,8 M€ per il 2025.

## Personale
Il personale è operativamente ripartito in due contingenti: il Contingente Ordinario, che riguarda il personale impiegato a terra e che annovera la maggioranza dei finanzieri compreso il Servizio Aereo della Guardia di Finanza; e il Contingente di Mare, nel quale è inquadrato il personale impiegato nel Servizio navale della Guardia di Finanza.
Al mese di aprile 2025, aveva una forza organica di 63 885 militari delle varie categorie (Ufficiali, Ispettori, Sovrintendenti, Appuntati e Finanzieri). Le dotazioni organiche risultavano così suddivise:
- 3 325 Ufficiali;
- 27 747 Ispettori;
- 10 000 Sovrintendenti;
- 22 813 Appuntati e Finanzieri.

### Reclutamento
Il reclutamento dei militari della Guardia di Finanza avviene con concorso pubblico le cui modalità sono stabilite in via generale dal regio decreto legge 4 ottobre 1935 n. 1961 - convertito nella legge 9 gennaio 1936, n. 75 - mentre le modalità di accertamento dell'idoneità sono stabilite dal decreto del Ministero dell'Economia e delle Finanze 17 maggio 2000 n. 155. Disposizioni particolari vi sono a seconda della tipologia da arruolare, come nel caso del personale non direttivo ai sensi del d.lgs. 12 maggio 1995, n. 199; una disciplina generale è poi contenuta nel d.lgs 15 marzo 2010, n. 66, che prevede anche riserva in posti nei casi tassativamente indicati dalla legge.
I vincitori vengono avviati alla frequenza dei rispettivi corsi, presso gli Istituti d'istruzione preposti all'addestramento iniziale quali la Scuola Allievi Finanzieri di Bari o la Scuola Alpina della Guardia di Finanza per la formazione di base degli Allievi Finanzieri semplici del Contingente Ordinario, la Scuola Nautica della Guardia di Finanza per la formazione di base degli Allievi Finanzieri del Contingente di Mare e degli Ispettori e Ufficiali del medesimo contingente, la Scuola Ispettori e Sovrintendenti della Guardia di Finanza dell'Aquila per la formazione di base, di livello universitario triennale, degli Allievi Marescialli vincitori di concorso pubblico del contingente Ordinario e di Mare, degli Allievi Marescialli e degli Allievi Vice-Brigadieri vincitori di concorso interno (provenienti dalle file del Corpo con grado inferiore), nonché l'Accademia della Guardia di Finanza di Bergamo per la formazione di base, di livello universitario quinquennale, degli Allievi Ufficiali vincitori di concorso pubblico del Ruolo Normale e del Ruolo Aeronavale e degli Allievi Ufficiali vincitori di concorso interno (provenienti dalle file del Corpo con grado inferiore).

### Armamento
L'armamento in dotazione individuale alla Guardia di Finanza è composto da:
- Beretta Px4 Storm Full size Beretta Px4 Storm in calibro 9x19 Parabellum che ha sostituito larga parte delle Pistole semiautomatica Beretta mod. 84 BB/F camerate in 9 mm Corto in dotazione ai Reparti ordinari;
- Pistola semiautomatica Beretta mod. 92 FS cal. 9 × 19 mm Parabellum (militari specializzati Antiterrorismo Pronto Impiego, militari dello S.C.I.C.O. e dei G.I.C.O., Istruttori di tiro operativo (AGT, ITO, ICTO), militari specializzati Armaiolo/Artificiere, Cinofili, militari assegnati alle Sezioni di P.G. presso le Procure della Repubblica, militari assegnati alla D.I.A., militari assegnati alle sezioni Polizia economica e altre attività di P.G. dei Nuclei di Polizia Economico-Finanziaria, militari impiegati nel Servizio Centrale di Protezione o presso i Nuclei Operativi di Protezione Regionale, militari assegnati alle Sezioni Mobili dei Nuclei di Polizia Economico-Finanziaria non sede di G.I.C.O., militari assegnati ai Nuclei Mobili dei Reparti territoriali). Armi che saranno sostituite dalle Beretta Px4 non appena ultimato ritiro Beretta 84BB/FS.

L'armamento in dotazione di Reparto alla Guardia di Finanza è composto da:
- Taser mod. TX2, in dotazione ad operatori che eseguono servizi di controllo del territorio, come Sezioni ATPI e Nucleo Mobile dei Reparti Territoriali.
- Pistola mitragliatrice Beretta mod. 12/S e S2 cal. 9 x 19 mm Parabellum (tutti i Reparti);
- Fucile d'assalto Beretta SC 70/90 cal. 5,56 × 45 mm NATO;
- Fucile a pompa semi-automatico Franchi SPAS-15 MIL cal. 12 x 70 (Reparti Antiterrorismo Pronto Impiego e G.I.C.O.);
- Mitragliatrice leggera MG 42/59 cal. 7,62 × 51 mm NATO;
- Fucile di precisione Sako TRG cal. 308 Winchester (Tiratori scelti);
- Fucile di precisione Heckler & Koch PSG-1 cal. 7,62 x 51 mm NATO (Tiratori scelti);
- Revolver Ruger mod. SP101 cal .38 Special (G.I.C.O.);
- Revolver Smith & Wesson mod. 586 cal. 38 special (Gruppo d'investigazione sulla criminalità organizzata|G.I.C.O.);
- Lanciagranate Heckler e Koch mod. 79 A1 cal. 40 x 46 mm (Reparti Antiterrorismo Pronto Impiego);
- Lanciagranate RM mod. M-203 PI cal. 40 mm (Reparti Antiterrorismo Pronto Impiego);
- Bombe a mano e granate stordenti (tutti i Reparti).

### Automezzi
- Alfa Romeo TonaleAutoveicoli attualmente in servizio

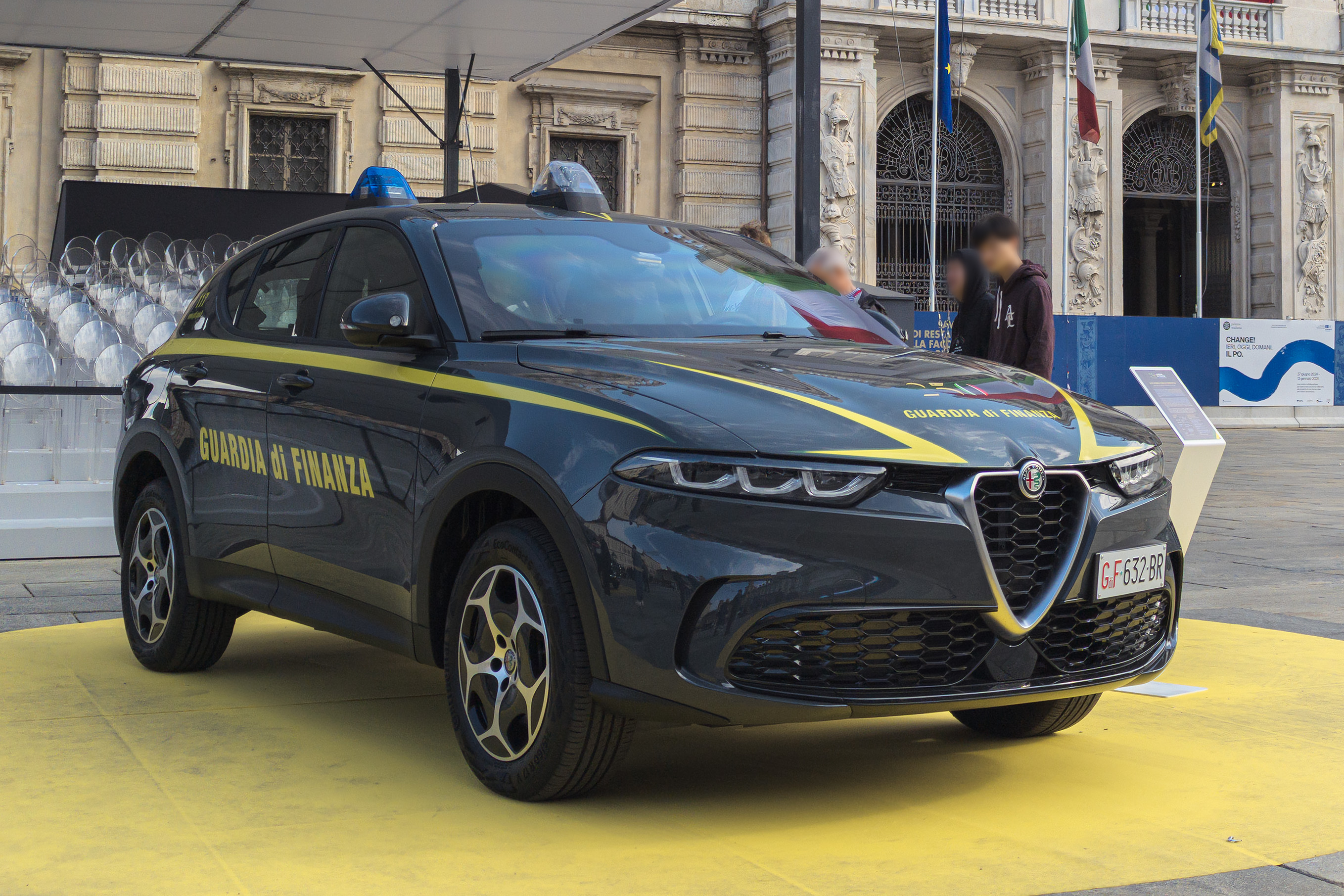
Alfa Romeo Tonale

  - Alfa Romeo Tonale 1.5 Hybrid 160 cv (vettura da inseguimento, servizio di pubblica utilità 117)
  - Alfa Romeo Giulietta 2010 1.6 jtdm 120 cv e 2.0 jtdm 150 cv (vettura da inseguimento, servizio di pubblica utilità 117);Alfa Romeo Giulietta 2.0 150 cv Jtdm in pattugliamento.

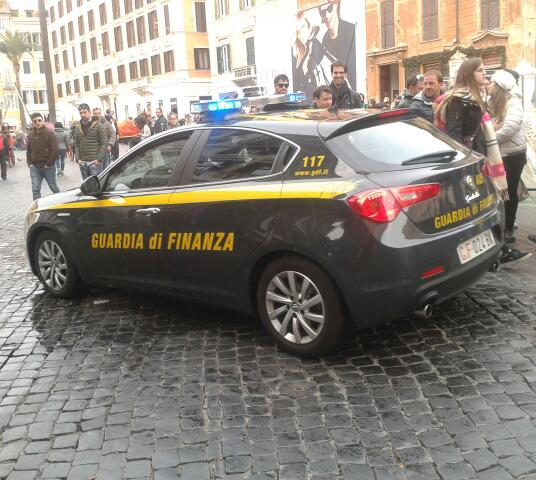
Alfa Romeo Giulietta 2.0 150 cv Jtdm in pattugliamento.

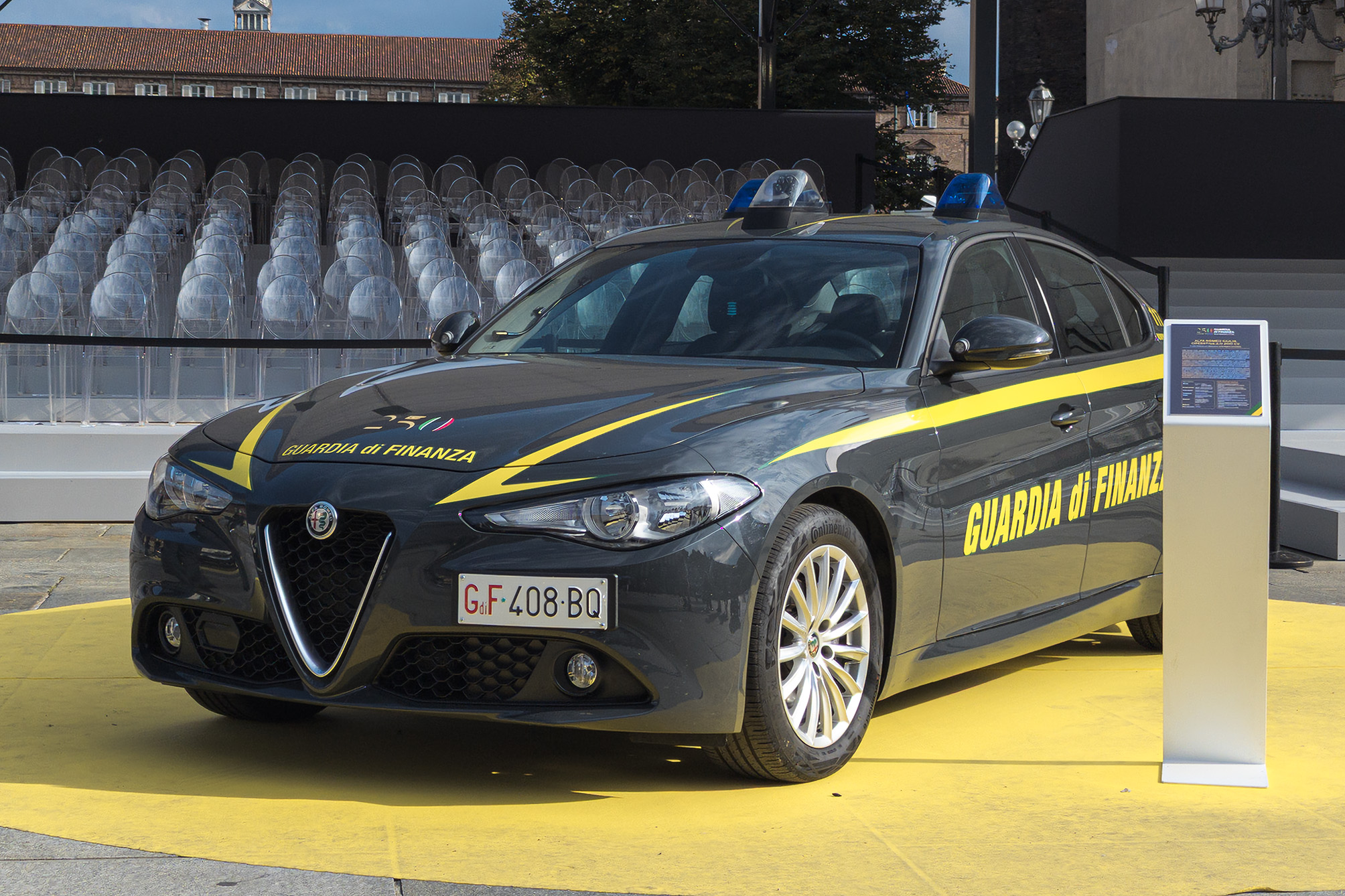
Alfa Romeo Giulia

  - Alfa Romeo Giulia (2016) 280 cv (in versione blindata per servizio scorte);
  - Alfa Romeo GiuliaAlfa Romeo Giulia (2016) 2.0 turbo-benzina 200 cv in colori d'istituto (vettura da inseguimento, servizio di pubblica utilità 117 destinata ai Nuclei Operativi delle Città Metropolitane);
  - Alfa Romeo 159 1.750 tbi 200 cv e 1.9 150 cv (vettura da inseguimento, servizio di pubblica utilità 117, in dismissione);
  - Fiat Tipo, 1.6 multijet 120 cv, distribuita ai Reparti Territoriali del Corpo ad inizio 2021;
  - Fiat Bravo 1.6 120 cv diesel e 1.9 120 cv diesel (servizio di pubblica utilità 117, in dismissione);
  - Fiat 500X, turbodiesel 1.6 MultiJet II da 120 CV (autovettura per servizio di pubblica utilità 117);
  - Jeep Renegade 2.0 120 cv 4x4 diesel;
  - Subaru XV 2.0 boxer quattro cilindri a benzina da 150 CV, affiancato da un motore elettrico da 16,7 CV;
  - Jeep Avenger elettrica 115 kW/156 CV
  - Land Rover Defender (2019), distribuiti 50 esemplari nelle versioni "controllo del territorio" e S.A.G.F. (soccorso alpino);
  - 3008 2ª serie GT Line donati in comodato d'uso gratuito dalla casa madre due veicoli, uno adibito per "controllo economico del territorio", l'altro in assetto da ordine pubblico per personale ATPI;
  - Peugeot 208 (2019), in versione elettrica, concepita per il pattugliamento del territorio delle fiamme gialle. Il primo lotto prevede nr. 30 autovetture in livrea d'ordinanza.[47];
  - Fiat Punto 1.3 95 cv diesel e 1.2 69 cv benzina;
  - Volkswagen Passat (in versione blindata per il servizio scorte);
  - Subaru Forester 2.0 benzina 147 cv, usato dalle unità cinofile;
  - Mitsubishi L200 soccorso alpino, in graduale dismissione;
  - Mitsubishi Pajero 3.2 160 cv (veicolo anti-contrabbando, in dismissione)
  - Volkswagen UP (auto elettrica);
  - Biro 4 Kw quadriciclo elettrico (utilizzato negli aeroporti)
  - Citroën C3 1.2 68 cv (in colori di serie).
  - Fiat Panda 1.2 benzina 69 cv e 1.3 MTJ (sia in colori di serie che in colori d'istituto).
  - Vari automezzi oggetto di confisca usati per attività in abiti civili.
- Veicoli furgonati
  - Iveco Daily (versione protetta o blindata) usato dai reparti anti terrorismo-pronto impiego per attività di ordine pubblico e pronto-intervento;
  - Iveco Muv M70, in fase di acquisizione, sarà assegnato ai Reparti di pronto impiego deputati a garantire l’ordine pubblico nelle città metropolitane;
  - Fiat Scudo 1.6 MTJ usato dalle unità cinofile;
  - Fiat Doblò 1.6 Multijet usato dalle unità cinofile, in dismissione ;
  - Fiat Ducato 3.0 179 cv (logistico e ambulanza);
- Motocicli
  - Aprilia Pegaso 650 (servizi d'istituto, scorte, servizio di pubblica utilità 117)
  - Piaggio MP3 250 (servizi d'istituto)

### Mezzi navali
Il Corpo dispone di circa 400 mezzi navali, così suddivisi:
- - 3 navi scuola;
  - 3 pattugliatori;
  - 8 pattugliatori veloci;
  - 44 guardacoste;
  - 34 vedette velocissime;
  - 166 vedette costiere;
  - 142 unità minori.

Di seguito un elenco riepilogativo dei mezzi aero-navali in forza al Corpo:

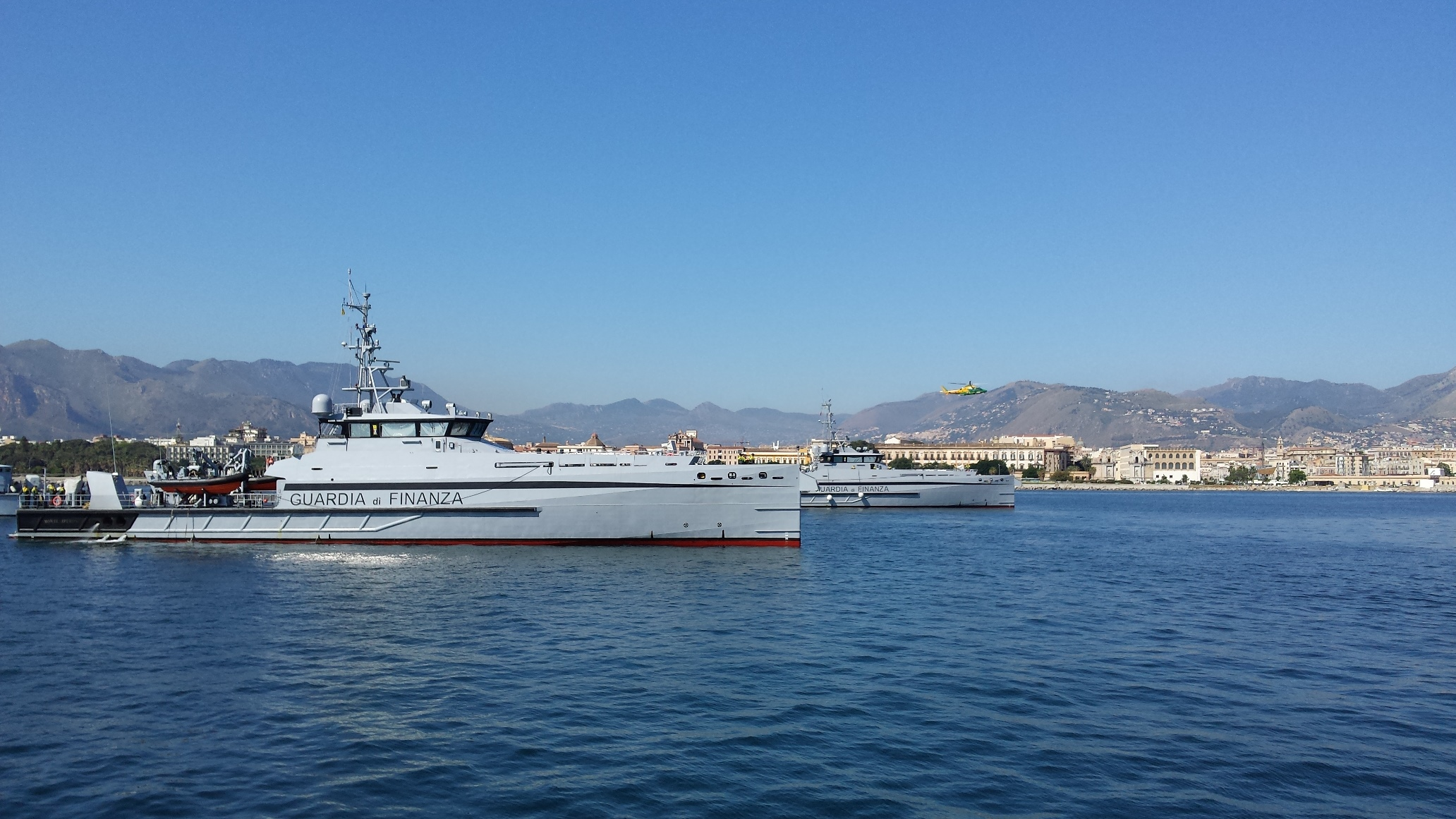
I pattugliatori multiruolo Monte Sperone e Monte Cimone entrano nel porto di Palermo.

- Agusta A.109 della Guardia di Finanza esposto al parco-museo di Volandia. Navi scuola

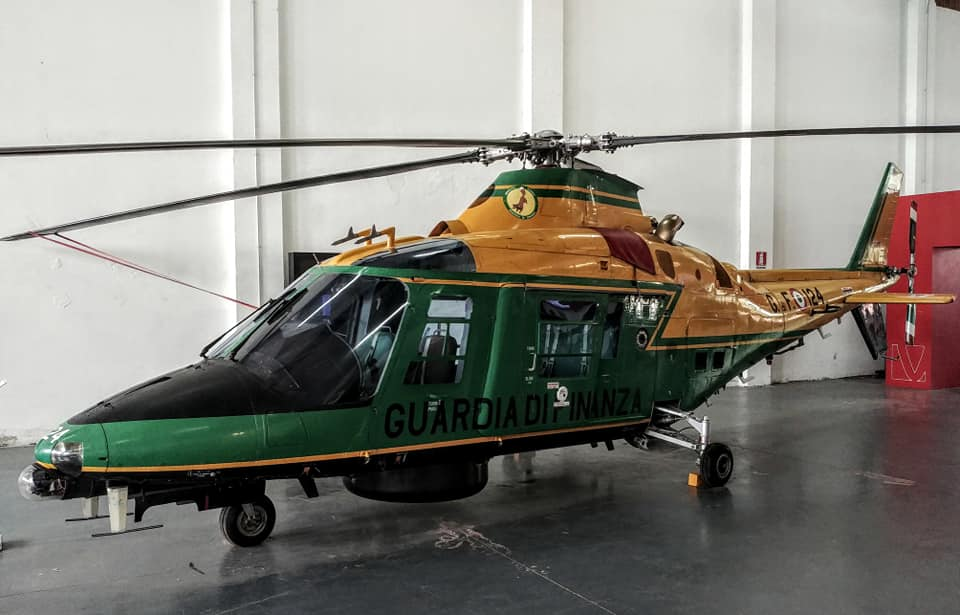
Agusta A.109 della Guardia di Finanza esposto al parco-museo di Volandia.

  - Giorgio Cini (Nave ammiraglia della flotta)
  - Classe G1 Mazzei (IV Bigliani)
  - Unità a vela Classe Grifone
- Pattugliatori
  - Pattugliatori classe Monti (Monte Sperone, Monte Cimone)
  - Pattugliatore classe Bandiera Osum ( P 04)", recentemente varata dal cantiere navale Vittoria di Adria, con un dislocamento di 500 tonnellate, una lunghezza di circa 60 metri, una larghezza di 9,5 metri ed un pescaggio di 3,5 metri, è la nave più grande nella storia del Servizio Navale della Guardia di Finanza.
  - Pattugliatore Veloce classe Di Bartolo (V e VII Bigliani)
- Pattugliatori Veloci
  - Pattugliatore Veloce Classe Di Bartolo
  - Pattugliatore Veloce Classe Petrucci
- Guardacoste
  - Guardacoste classe Bigliani (III – VI – VIII)
  - Guardacoste classe Corrubia (II – III)
  - Guardacoste classe Buratti G. 200
  - Guardacoste Litoraneo classe G.L. 1400
- Vedette costiere

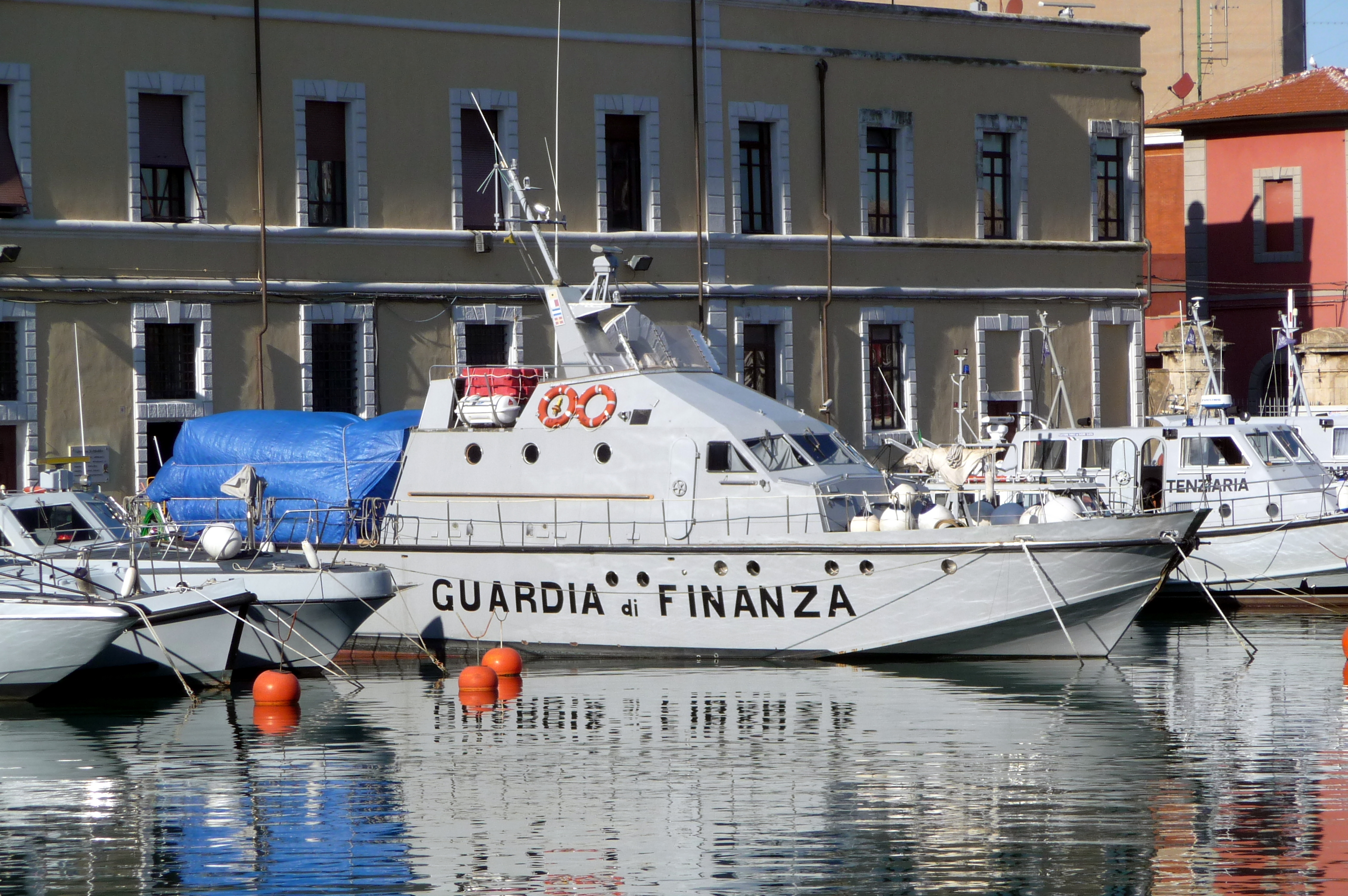
Guardacoste classe "Meattini" della Guardia di Finanza

  - Vedetta Velocissima classe V. 3000
  - Vedetta Velocissima classe V. 2000
  - Vedetta Costiera classe V. 1.100 (I - II)
  - Vedetta Costiera classe V. 800
  - Vedetta Costiera classe V. 900
  - Vedetta Costiera classe V. 600 Falco

- Vedette velocissime
  - Vedetta Velocissima V. 7000
  - Vedetta Velocissima classe V. 6000
  - Vedetta Velocissima classe V. 5000
  - Vedetta Velocissima classe V. 1600
  - Vedetta Velocissima classe V. 1300 Rhib
- Unità Minori
  - V.A.I. 310 Hybrid, operative nel peculiare contesto della laguna veneta.

### Mezzi aerei

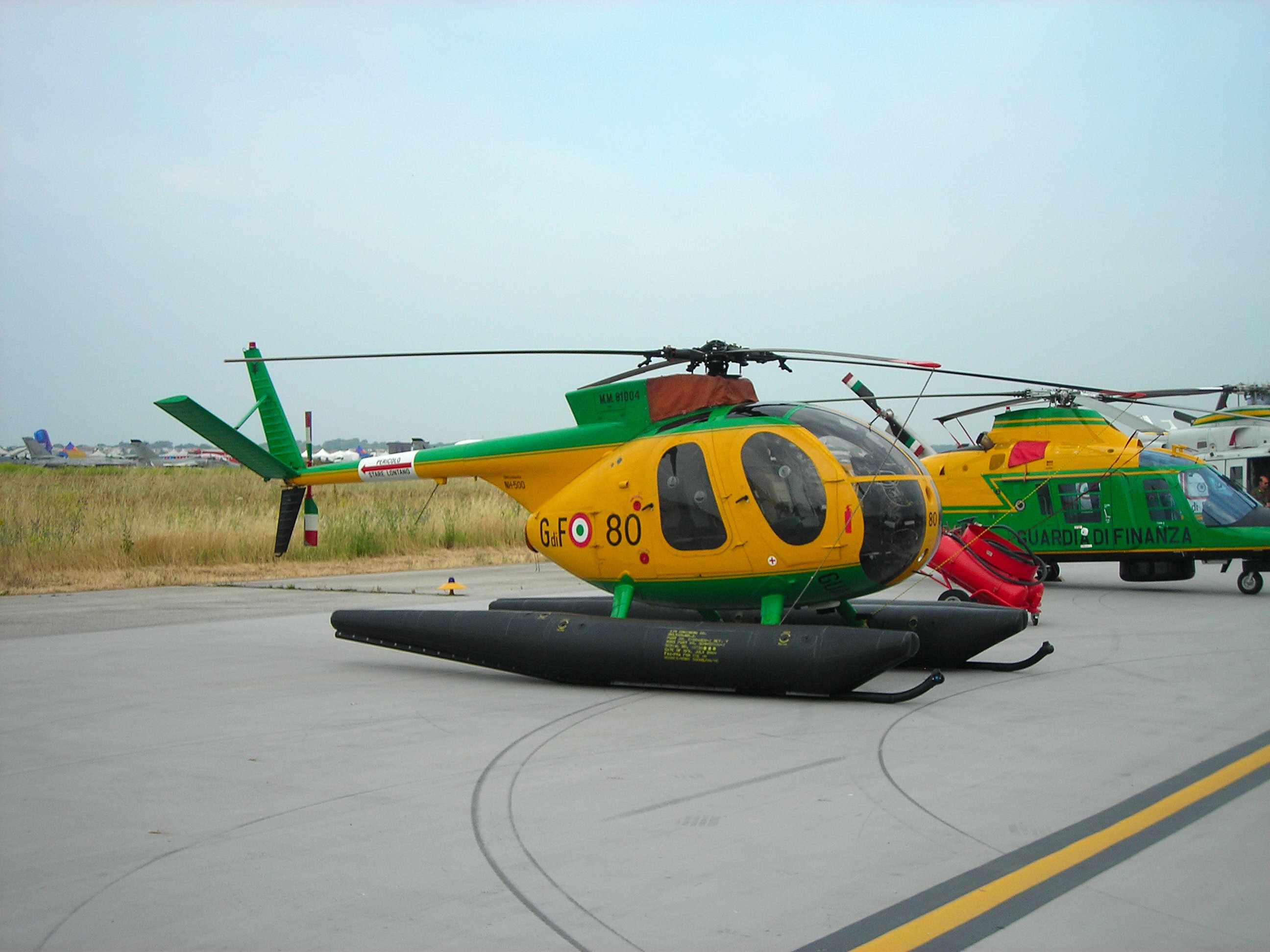
un Nardi Hughes NH-500 della Guardia di Finanza sullo sfondo un AgustaWestland AW109.

La flotta aerea del Corpo conta 57 mezzi aerei e 111 S.A.P.R.:
- Elicotteri
  - nr. 4 AgustaWestland AW109
  - nr. 20 AgustaWestland AW139
  - nr 1 Agusta-Bell AB 412
  - nr. 2 Nardi Hughes NH-500
  - nr. 20 AgustaWestland AW169Elicottero GF317 in dotazione alla Guardia di Finanza (AW109 Nexus).
- Aeromobili
  - nr. 2 Piaggio P180 Avanti
  - nr. 4 ATR 42 MP
  - nr. 4 ATR 72MP
- Droni
  - nr. 51 S.A.P.R. "Mavic Mini"
  - nr. 14 S.A.P.R. "Mavic 2"

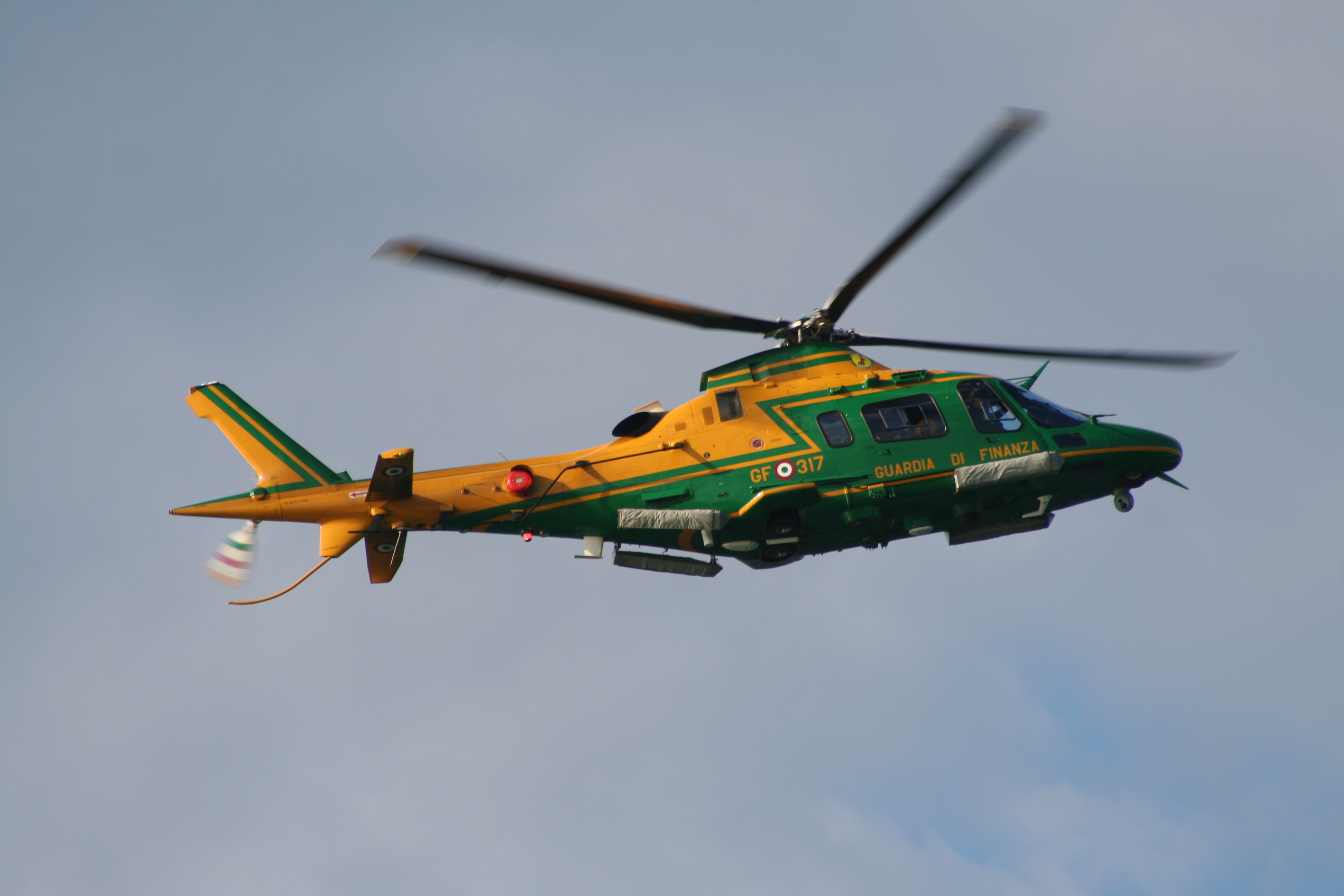
Elicottero GF317 in dotazione alla Guardia di Finanza (AW109 Nexus).

  - nr. 30 S.A.P.R. "IDS Colibrì IA-3"
  - n. 11 "S.A.P.R. RADON-X"
  - n. n. 5 velivoli V-Bat

## Reparti speciali

### G.I.C.O.
I G.I.C.O sono 26 reparti speciali articolati nei Nuclei di Polizia Economico Finanziaria della Guardia di Finanza dislocati in quelle città ove hanno sede le Direzioni Distrettuali Antimafia. Nati come articolazioni periferiche del Servizio centrale di investigazione sulla criminalità organizzata (S.C.I.C.O.), sono poi stati inquadrati all'interno dei comandi provinciali.
Unici reparti del Corpo con alta specializzazione in investigazioni atte a contrastare esclusivamente reati di criminalità organizzata con finalità di riciclaggio, infiltrazioni mafiose, terrorismo nazionale/internazionale, sequestri di persona, nonché espletare attività antidroga e anticontrabbando su larga scala.
Il personale, in termini di operazioni e capacità d'intervento, gode di speciali attribuzioni di legge, quali ad esempio l'infiltrato sotto copertura e l'agente provocatore. I G.I.C.O. inglobano nella propria struttura i G.O.A. (Gruppi Operativi Antidroga). Reparti la cui attività esclusiva è dedita al contrasto del narcotraffico su larga scala ovvero grandi traffici di droga nazionali ed internazionali. La caratteristica principale del G.O.A. è quella del servirsi di militari sotto copertura, che in diversi casi vengono infiltrati nelle organizzazioni criminali, anche fuori dal territorio nazionale, per contrastare il traffico di stupefacenti.

### AT-PI

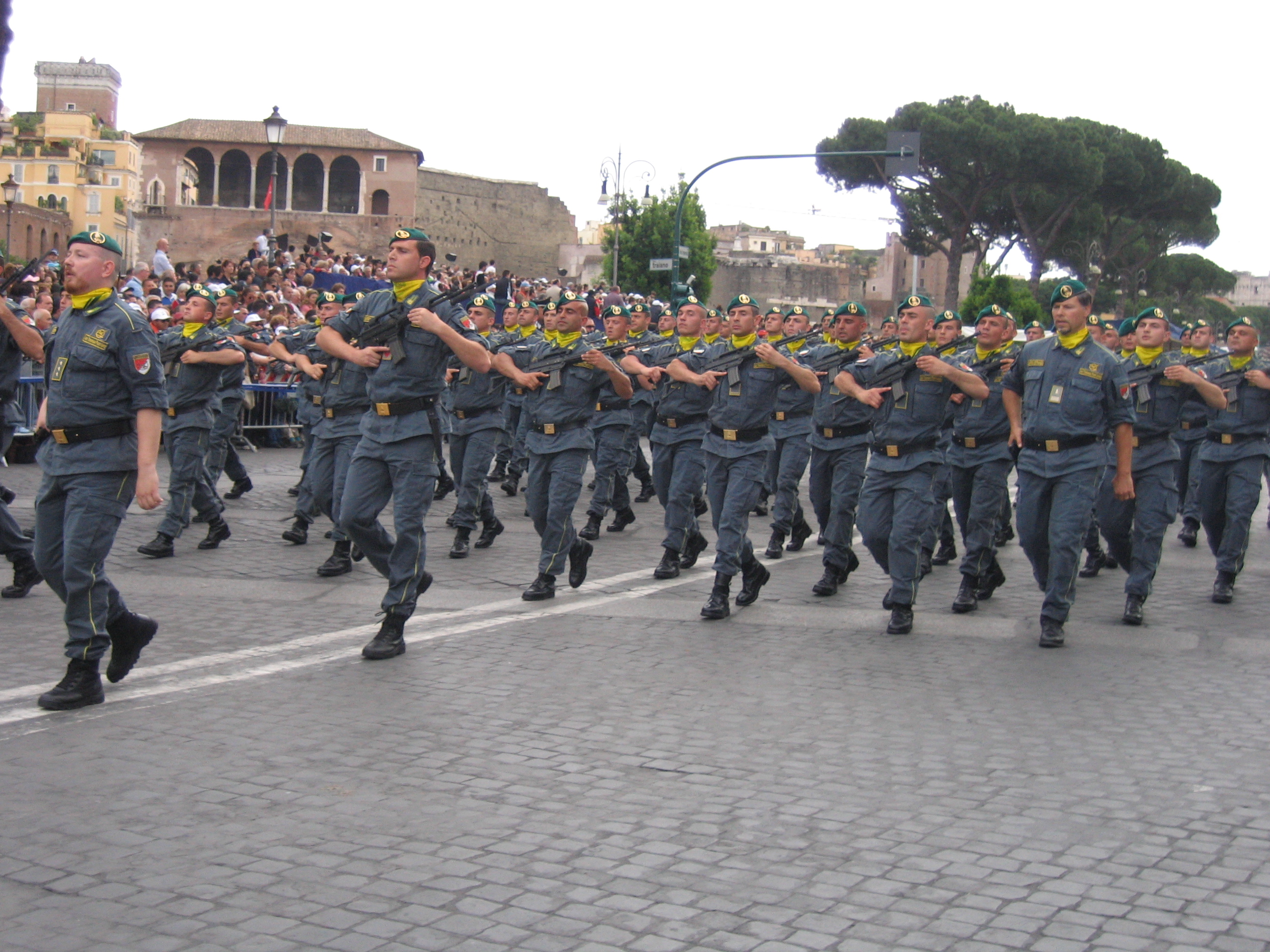
Baschi verdi dell'ATPI

I Reparti Antiterrorismo e Pronto Impiego (ATPI), noti come "Baschi Verdi", sono una componente d'élite della Guardia di Finanza, specializzata in operazioni ad alto rischio e nella tutela dell'ordine pubblico. Fondati nel 1983, sono l'evoluzione dei nuclei SVATPI (Scorta Valori Antiterrorismo Pronto Impiego) istituiti nel 1977 per contrastare le azioni delle Brigate Rosse contro i furgoni portavalori della Banca d'Italia.
L'addestramento dei Baschi Verdi avviene presso la Scuola di Addestramento di Specializzazione di Orvieto, situata nella storica caserma "Monte Grappa". Questo edificio, risalente al XIII secolo, ha ospitato figure illustri come San Tommaso d'Aquino e, nel tempo, è stato sede di diverse istituzioni formative, tra cui l'Accademia Femminile di Educazione Fisica negli anni '30. Dal 1996, la caserma è diventata il centro nevralgico per la formazione specialistica dei Baschi Verdi, offrendo corsi che spaziano dalle tecniche di polizia all'addestramento al tiro, fino alla difesa personale. All'interno della scuola è presente la sala museale "Baschi Verdi", che raccoglie la storia dell'Antiterrorismo Pronto Impiego.
Il basco verde, simbolo distintivo di questi reparti, trae ispirazione dall'analogo copricapo del Comando Subacquei ed Incursori della Marina Militare (COMSUBIN), che ha contribuito all'addestramento dei primi Baschi Verdi della Guardia di Finanza.
I Baschi Verdi sono impegnati in una vasta gamma di operazioni, tra cui:
- Contrasto ai traffici illeciti: focalizzato sulla lotta alla criminalità organizzata, al contrabbando, agli stupefacenti, alle armi e all'immigrazione clandestina.
- Concorso al mantenimento dell'ordine e della sicurezza pubblica: collaborando con altre forze di polizia durante manifestazioni, cortei, eventi sportivi e meeting internazionali.
- Vigilanza antiterrorismo: sorveglianza di obiettivi sensibili, sia fissa che dinamica, in particolare presso aeroporti e porti.
- Servizi di protezione e scorta: tutela di personalità a rischio, per i quali conseguono specifiche abilitazioni attraverso corsi dedicati.
- Interventi in caso di calamità pubbliche: fornendo supporto e assistenza durante emergenze e disastri naturali.
- Servizio di pubblica utilità 117: gestione delle segnalazioni dei cittadini e interventi rapidi sul territorio.
- Partecipazione a missioni internazionali di pace: contribuendo alla stabilizzazione e sicurezza in contesti internazionali.

La loro presenza incisiva sul territorio e l'elevato livello di preparazione li rendono una risorsa fondamentale per la sicurezza del Paese.

### Servizio Cinofili della Guardia di Finanza

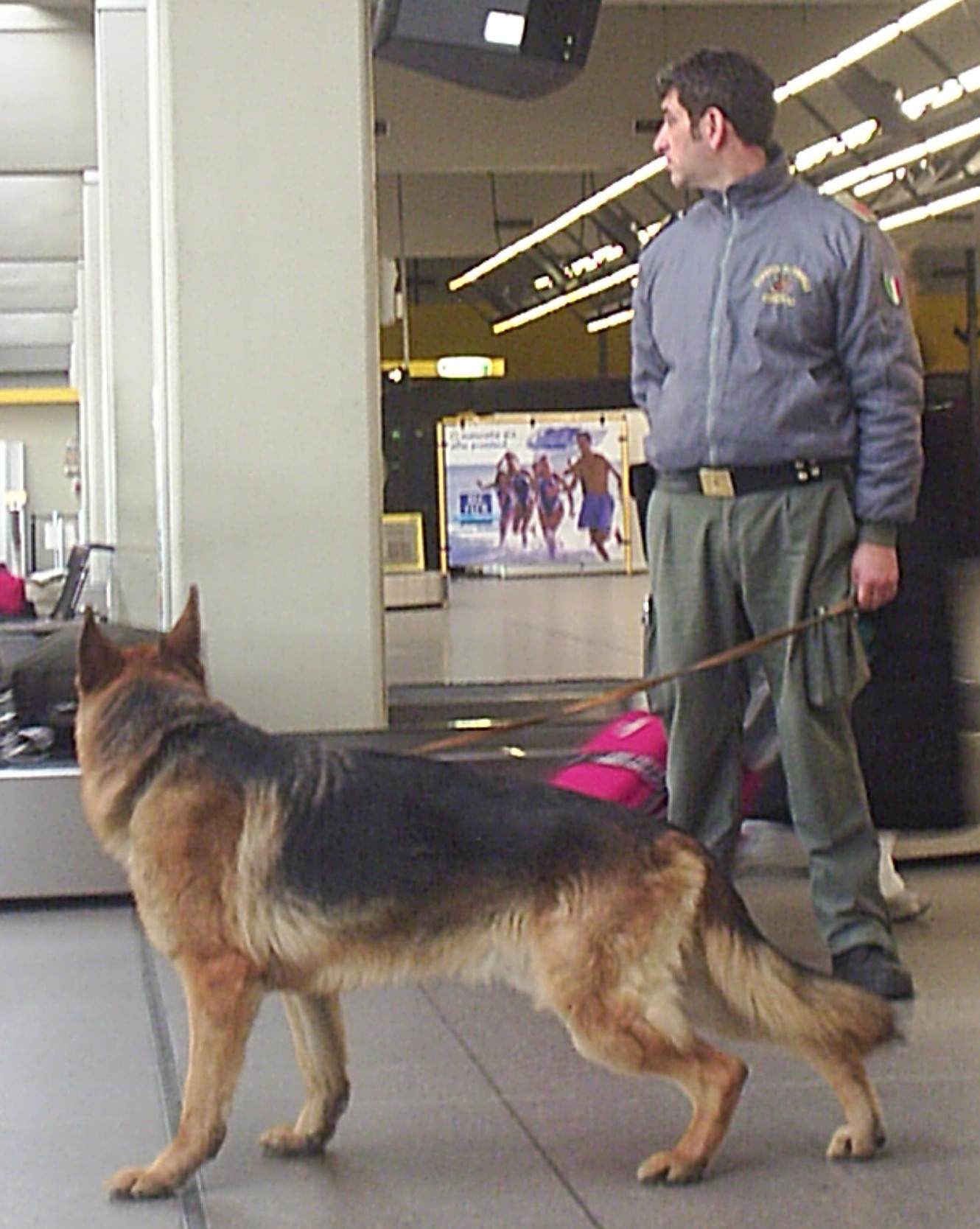
Unità cinofila della Guardia di Finanza in servizio presso l'Aeroporto di Malpensa

Il Servizio Cinofili della Guardia di Finanza è una componente altamente specializzata del Corpo, in cui il binomio uomo-cane viene impiegato in una molteplicità di attività operative. Le unità cinofile sono distribuite su tutto il territorio nazionale, con un assetto organizzativo modulabile in base alle esigenze locali: nei reparti territoriali è previsto, in genere, il dispiegamento di almeno due unità, mentre in aree ad alta densità operativa – quali centri metropolitani, aeroporti, porti o zone di particolare rilevanza strategica – le unità vengono organizzate in team composti da un minimo di quattro unità, coordinate da un istruttore cinofilo.

#### Centro cinofilo
La Guardia di Finanza è l’unica forza di polizia italiana a disporre di un proprio Centro di Allevamento e Addestramento Cinofilo, situato a Castiglione del Lago (PG). Tale struttura consente al Corpo di provvedere autonomamente alla selezione genetica, alla cura, alla socializzazione e all’addestramento operativo dei cani, destinati a missioni di polizia economico-finanziaria e di pubblica sicurezza.
Questa peculiarità garantisce elevati standard qualitativi, tempi di formazione ottimizzati e una perfetta integrazione tra il militare e l’unità cinofila, oltre a consentire l’aggiornamento continuo delle tecniche operative. Le altre forze di polizia italiane, invece, si avvalgono generalmente di allevamenti e centri di addestramento esterni.
L’efficacia del modello ha attirato l’interesse di numerose forze di polizia straniere, con cui la Guardia di Finanza intrattiene rapporti di collaborazione e attività formative congiunte.

#### Unità cinofile
Le unità cinofile si suddividono in diverse specializzazioni operative:
- Unità cinofila antidroga: impiegata nella ricerca, individuazione e sequestro di sostanze stupefacenti. Secondo il rapporto annuale 2023 della Guardia di Finanza, questo comparto ha contribuito al sequestro di oltre 250 kg di sostanze illegali.[51]
- Unità cinofila anticontrabbando/antiterrorismo: addestrata a rilevare materiale illecito e a prevenire possibili attività terroristiche, con un incremento operativo stimato del 15% rispetto all'anno precedente.[52]
- Unità cinofila di soccorso alpino: specializzata nel supporto alle operazioni di salvataggio in ambienti montani, fondamentale soprattutto nelle regioni settentrionali e centrali d'Italia.
- Unità cinofila anti valuta (cash-dog): focalizzata sull’identificazione e il sequestro di valuta non dichiarata, con interventi che nel corso del 2023 hanno registrato un valore sequestrato superiore a 10 milioni di euro.

#### Addestramento e formazione
L'addestramento delle unità cinofile avviene presso il Centro di Allevamento e Addestramento Cinofilo, sito a Castiglione del Lago. Il centro, che adotta metodologie all'avanguardia e collabora con esperti internazionali, cura la formazione specifica per ciascun ambito operativo. Nel 2023 sono stati formati oltre 120 cani e 60 istruttori, a testimonianza dell'impegno costante nella professionalizzazione e nell'innovazione delle tecniche di addestramento.

#### Razze canine impiegate
Le principali razze canine adottate dal servizio comprendono:
- Labrador Retriever;
- Pastore Belga Malinois;
- Pastore Tedesco.

Queste razze sono selezionate per le loro eccellenti caratteristiche in termini di resistenza, fiuto altamente sviluppato e capacità di adattamento a diverse situazioni operative.

#### Impatto operativo e dati statistici
I dati statistici evidenziano l'efficacia del Servizio Cinofili nel contrasto ai traffici illeciti e nella tutela della sicurezza nazionale. Nel 2023, le attività delle unità cinofile hanno portato a risultati rilevanti, come evidenziato nella seguente tabella:
| Attività                        | Numero di interventi | Risultato rilevante                                     |
| ------------------------------- | -------------------- | ------------------------------------------------------- |
| Sequestro sostanze stupefacenti | 135                  | Oltre 250 kg confiscati                                 |
| Interventi anticontrabbando     | 102                  | Riduzione del traffico illecito del 15%                 |
| Operazioni di soccorso alpino   | 47                   | Salvataggio di più di 80 persone in situazioni critiche |
| Interventi antivaluta           | 78                   | Valore sequestrato superiore a 10 milioni di euro       |

Questi indicatori sottolineano un costante miglioramento delle procedure operative e dell'efficacia delle unità, contribuendo in maniera decisiva alla sicurezza pubblica.

#### Ruolo strategico e contributo alla sicurezza
L'integrazione delle unità cinofile con altre componenti operative della Guardia di Finanza ne fa uno strumento strategico fondamentale nella lotta contro il crimine organizzato e il contrabbando. La sinergia tra addestramento specializzato, innovazione metodologica e un’implicazione operativa efficace consente al Servizio Cinofili di intervenire prontamente in situazioni di criticità, garantendo la protezione degli interessi economici e la sicurezza nazionale.

## Gradi e qualifiche
I gradi della Guardia di Finanza si dividono in 4 categorie, definite ruoli:
- ufficiali (che a loro volta si suddividono in ufficiali inferiori, superiori e generali);
- ispettori[57] (per i quali si utilizza la denominazione di maresciallo, con affissi diversi a seconda dell'anzianità nel grado: maresciallo, maresciallo ordinario, maresciallo capo, maresciallo aiutante, Luogotenente e Luogotenente cariche speciali);
- sovrintendenti[57] (vicebrigadiere, brigadiere e brigadiere capo e brigadiere capo qualifica speciale nella carriera apicale);
- appuntati e finanzieri[58] (finanziere, finanziere scelto, appuntato, appuntato scelto, appuntato scelto qualifica speciale);

## Uniforme

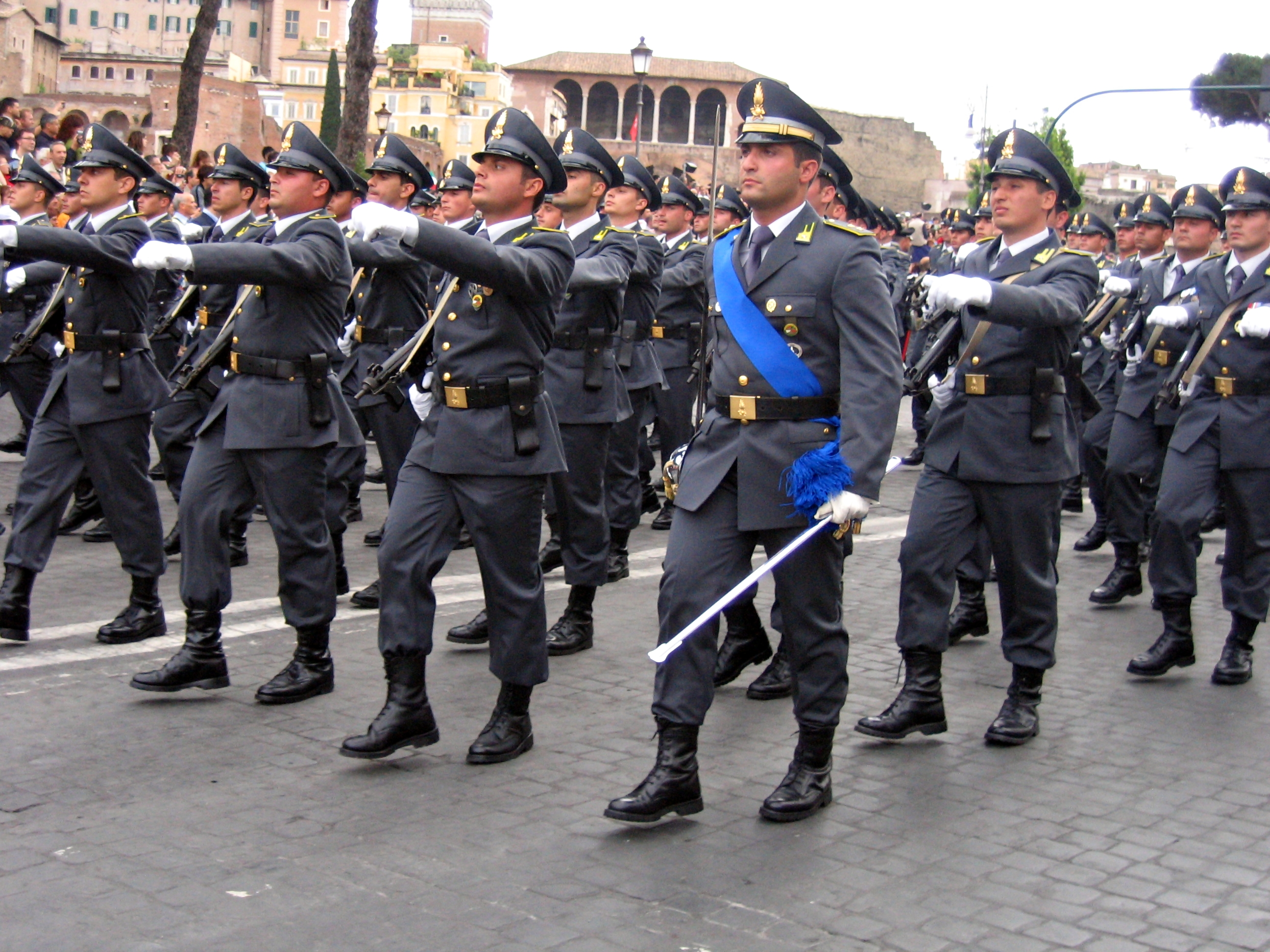
Reparto della Guardia di Finanza alla sfilata per la Festa della Repubblica del 2007 (con indosso la nuova divisa).

Nel 2007, dopo un lungo periodo di studio e sperimentazione, è stata adottata una nuova uniforme che ha sostituito la tradizionale tenuta grigioverde del Corpo.
Alla base della scelta vi sono state ragioni di natura giuridica (una sentenza del Tribunale Amministrativo Regionale), in quanto l'uniforme della G.d.F. era identica, per colore e foggia, a quella del Corpo forestale dello Stato, che, istituito nel 1822, risultava avere più anni di storia della G.d.F., ragion per cui, il T.A.R., lo ha considerato vincitore della disputa nata e ha obbligato la G.d.F. a cambiare divisa per non creare più alcuna confusione tra i corpi.
La nuova divisa è entrata in vigore il 28 febbraio 2011 (ore 06.00).

## Simbologia
Il corpo della Guardia di Finanza è rappresentato da:
1. uno stemma;
2. un grifone;
3. una bandiera di guerra;
4. una bandiera colonnella;
5. una marcia d'ordinanza, intitolata Marcia d'Ordinanza, composta dal M° Antonio D'Elia;
6. un santo patrono (san Matteo).

### Stemma
Il primo stemma della Guardia di Finanza venne concesso dal decreto del presidente della Repubblica del 18 giugno 1949 e fu poi modificato per renderlo conforme a quelli previsti per l'Esercito con decreto del 6 agosto 1988.
La montagna raffigurata è il Cimon della Pala, che sovrasta Passo Rolle, in provincia di Trento.
Lo scudo ornato dagli emblemi rappresentativi delle onorificenze e delle ricompense al valore:
- annodati nella parte centrale non visibile della corona turrita, scendenti svolazzanti in sbarra ed in banda:
  - 3 nastri blu bordati d'oro rappresentante tre medaglie d'oro al valor militare;
  - 4 nastri blu bordati d'argento rappresentante quattro medaglie d'argento al valor militare;
  - 1 nastro blu con la cifra VI rappresentante sei medaglie di bronzo al valor militare;
  - 1 nastro a cinque fasce di ugual larghezza bianca, blu, bianca, blu e bianca con la cifra II rappresentante due croci di guerra al valor militare;
  - 1 un nastro a tre fasce di ugual larghezza verde, bianca e rossa con la cifra X rappresentante dieci medaglie d'oro al valor civile;
- 1 nastro accollato alla punta dello scudo con l'insegna pendente al centro del nastro con i colori a tre fasce di ugual larghezza blu, rosso e blu rappresentante sei croci di cavaliere dell'Ordine militare d'Italia pendente dallo scudo.

Sotto lo scudo, su lista bifida e svolazzante d'oro, in lettere maiuscole di nero, c'è il motto latino «NEC RECISA RECEDIT» (che in italiano potremmo tradurre in "neanche spezzata retrocede"), che fu introdotto da Gabriele D'Annunzio il 25 giugno 1920, quando scelse per sé il grado di appuntato "ad honorem" della Guardia di Finanza.
Il motto dannunziano, che divenne ufficiale nel 1933 ed ancora oggi accompagna i finanzieri nel servizio e nel sacrificio di ogni giorno, fa parte di una dedica che il “Comandante” scrisse su una sua foto. Il testo completo è il seguente:
Si osserva che la frase in argomento veniva riportata nella sua completezza ben trecento anni prima in due antichi testi, ove presumibilmente D'Annunzio ha tratto quello che è divenuto il futuro motto della Guardia di Finanza.
Senza nessun merito togliere al pluridecorato D'Annunzio, la definizione NEC RECISA RECEDIT, la ritroviamo quindi nelle seguenti opere:
1. anno 1623, testo di Giovanni Ferro e Gaspare Grispoldi, Teatro d'imprese di Giouanni Ferro all'Ill. e. R.S. Cardinal Barberino Parte Prima…, l'autore a p. 303 nella parte dedicata all'Ellera o Edera scrive «Girolamo Fantucci tolſe per lo Conte Bernardino della Guarda ſopranominato il Caualiere Stabile un Virgulto d'Ellera auuinticchiato advn tronco di Quercia con la ſcritta NEC RECISA RECEDIT; Si può dinotare vn'animo oſtinato.»
2. anno 1669 a firma dell'abate Filippo Picinelli il Mondo Simbolico Formato d'Imprese scelte, spiegate ed Illustrate pubblicato in Milano (una copia è custodita presso la Biblioteca Nazionale Napoli).
Al capitolo dodicesimo (p. 419) l'illustre Priore nel magnificare le proprietà dell'ELLERA (Edera): «Dea d'animo ingrato è l'ellera, che ha con le fue violenze diffeccate la pianta, col cui fauore fi folleuò da terra…»; al p. 107 (p. 420) riporta: «L'ellera…, con la feritta; NEC RECISA RECEDIT, dimostra perfiftenza; o fia oftinatione. Il Padre Sant'Afterio Hom. 3. riconofce quefta tenace adherenza nel vitio dell'Auaritia.» L'Edera è Persistente, Ostinata e Tenacia, Neanche Spezzata Retrocede (NEC RECISA RECEDIT).
Lo scudo è timbrato dalla corona turrita, d'oro, murata di nero, formata da un cerchio, rosso all'interno, con due cordonate a muro sui margini, sostenente nove torri (cinque visibili). Le torri hanno foggia rettangolare, munite di barbacane e di dieci merli alla guelfa (quattro dei quali angolari); sono munite di una porta e di una sola finestra e sono riunite da cortine di muro, ogni porzione della cortina finestrata di nero.
I fatti d'arme relativi alla grande guerra per cui diversi membri del Corpo furono insigniti sono simbolicamente riportati sulla freccia della Bandiera di Guerra, sulla quale sono incisi i nomi delle località geografiche:
«Ala, Monte Croce Carnico, Podgora, Monte Sei Busi (1915); Monte Sperone, Costesin Val d'Assa, Val d'Astico, Monte Cimone, Carso (1916); Osum e Piave Vecchio (1917), Due Piavi e Mali Viluscia (1918)».
Con decreto del Ministro dell'Economia e delle Finanze 1º agosto 2013, n. 164, rubricato Regolamento recante individuazione delle denominazioni, degli stemmi, degli emblemi e degli altri segni distintivi in uso esclusivo alla Guardia di finanza, ai sensi dell'articolo 2, comma 31, della legge 23 dicembre 2009, n. 191 (GU n. 40 del 18-2-2014 - Suppl. Ordinario n. 14), è stato riconosciuto al Corpo della Guardia di finanza il diritto all'uso esclusivo delle proprie denominazioni, dei propri stemmi, degli emblemi e di ogni altro segno distintivo. La Guardia di Finanza, anche avvalendosi dell'Ente Editoriale per il Corpo della Guardia di finanza, con sede in Roma, può consentire, nel rispetto delle proprie finalità istituzionali e della relativa immagine, l'uso anche temporaneo di tali denominazioni, stemmi, emblemi e segni distintivi.

#### Stemmi di alcuni comandi regionali

### San Matteo
Il patrono della Guardia di Finanza è San Matteo apostolo ed evangelista, la cui festa liturgica cade il giorno 21 settembre. Il documento papale che attesta il riconosciuto patrocinio, reca la data del 10 aprile 1934 ed è firmato dal cardinale Eugenio Pacelli (futuro Papa Pio XII). Il Pontefice che accolse l'istanza avanzata dal Comandante Generale e sostenuta dall'Ordinario Militare del tempo era Pio XI.
La sua memoria il 21 settembre è stabilita dal martirologio geronimiano (secolo VI). Il "Breve Pontificio" del 10 aprile 1934, nel dichiarare San Matteo Patrono della Guardia di Finanza auspica che tutti gli appartenenti al Corpo possano, sul suo esempio, unire l'esercizio fedele del dovere verso lo Stato con la fedele sequela di Cristo.
La vicenda umana di Matteo ha una sua notorietà, legata a quanto di lui si legge nell'omonima narrazione evangelica. Matteo, il pubblicano, detto anche Levi (Mc 2,14; Lc S,27) passò dal banco delle imposte alla sequela del Maestro che gli aveva detto: "Vieni e seguimi" (Mt 9,9).

## Numero di pubblica utilità "117"
Il 117 è il numero di pubblica utilità della Guardia di Finanza, attivo 24 ore su 24, che consente ai cittadini di entrare in contatto diretto con il Corpo per segnalare illeciti o richiedere interventi. Chiamando il 117, si viene messi in comunicazione con la sala operativa del Comando Provinciale competente per territorio, pronta a gestire le richieste e a coordinare l'invio di pattuglie.
Le principali funzioni del servizio 117 includono:
- Contrasto all'evasione fiscale e alle frodi: segnalazione di attività economiche irregolari o sospette.
- Lotta alla contraffazione e tutela del "Made in Italy": denuncia di prodotti falsificati o violazioni della proprietà intellettuale.
- Prevenzione e repressione del traffico di stupefacenti: informazioni su possibili attività legate al narcotraffico.
- Sicurezza pubblica e ordine: richieste di intervento in situazioni di emergenza o per gravi turbamenti dell’ordine e della sicurezza pubblica.
- Soccorso in montagna e ambienti impervi: nelle province dove è presente il Soccorso Alpino della Guardia di Finanza (S.A.G.F.), il 117 coordina gli interventi di salvataggio.

Un aspetto distintivo del servizio 117 è la sua capacità di fornire assistenza immediata non solo in ambito fiscale ed economico, ma anche in situazioni di emergenza generale. Ad esempio, in caso di calamità naturali o incidenti, le pattuglie della Guardia di Finanza possono essere attivate tramite il 117 per fornire supporto e soccorso alle popolazioni colpite.
Inoltre il Corpo, tramite il servizio 117 svolge, in concorso con le forze di polizia a competenza generale, il proprio ruolo nel mantenimento dell'ordine e della sicurezza pubblica. Di conseguenza, in caso di gravi episodi di turbamento dell'ordine, le sale operative delle altre forze di polizia o gli stessi cittadini possono richiedere supporto al 117, che valuterà l'invio di pattuglie sul luogo oggetto di segnalazione.
Per garantire un intervento efficace, è fondamentale che le segnalazioni effettuate al 117 siano il più precise e dettagliate possibile, fornendo informazioni chiare su luogo, tempo e natura dell'evento. Questo permette alle sale operative di valutare correttamente la situazione e di inviare le risorse più adeguate.
In sintesi, il numero 117 rappresenta un punto di riferimento essenziale per i cittadini, offrendo un canale diretto e immediato per la tutela della legalità e della sicurezza economico-finanziaria sul territorio nazionale.

## Risultati Operativi e Dati Statistici
Le operazioni condotte dalla Guardia di Finanza contro la criminalità organizzata e l'evasione fiscale sono caratterizzate da risultati significativi, espressi in dati quantitativi che riguardano differenti ambiti: il contrasto al traffico internazionale di droga, il contrabbando di sigarette e le attività nell’ambito economico-fiscale.

### Lotta al traffico internazionale di droga
L’attività anti-droga del Corpo si distingue per l’elevato contributo alla rilevazione delle sostanze illecite. Secondo la Direzione centrale dei servizi antidroga del Ministero dell’Interno, circa il 60% della droga sequestrata in Italia dalle forze di polizia viene individuata grazie agli interventi della Guardia di Finanza. In particolare, le cifre indicano che il 77% dei sequestri di eroina, il 69% di cocaina e il 54% di hashish e marijuana sono acquisiti dal Corpo. Dati comparabili risalgono anche al 2006, con percentuali pari all’81% per l’eroina, al 67% per la cocaina e al 61% per hashish e marijuana. Queste operazioni, spesso avviate a seguito di fermi effettuati in ingressi nazionali (porti, aeroporti, valichi), si avvalgono del fiuto dei cani antidroga, addestrati – fino a qualche anno fa presso il Centro Addestramento Cinofili di Intimiano (CO) e poi a Castiglione del Lago (PG) – per contrastare metodi di occultamento sempre più sofisticati (ad es. doppifondi, ovuli ingeriti, statue ripiene).

### Lotta al contrabbando di sigarette
Nel contrasto al contrabbando, la Guardia di Finanza ha conseguito risultati in termini quantitativi rilevanti. Durante le operazioni, sono state sequestrate circa 370 tonnellate di tabacco nell’ambito di oltre 7.600 interventi. Parallelamente, nelle attività in mare dedicate al controllo dei narcotrafficanti, degli scafisti e degli illeciti connessi al fenomeno migratorio, sono stati effettuati 751 arresti e sequestrati 382 mezzi.

### Risultati Operativi 2018
Il 21 giugno 2018, in occasione del 244º anniversario della fondazione del Corpo, sono stati diffusi i risultati operativi suddivisi per macroaree:
- Evasione ed elusione fiscale: Il Corpo, in stretta collaborazione con l’Agenzia delle Entrate, ha concentrato i propri interventi sulla rilevazione delle violazioni fiscali.
- Contrasto alle frodi fiscali nazionali e internazionali: nel 2017 sono stati avviati circa 128.000 interventi, con la denuncia di quasi 23.000 reati fiscali in un anno e mezzo. Di questi, il 67% riguardava illeciti particolarmente insidiosi (emissione di fatture false, dichiarazioni fraudolente e occultamento di documentazione) e sono stati individuati 17.000 responsabili, 378 dei quali arrestati. I sequestri patrimoniali hanno raggiunto un valore di circa 1,1 miliardi di euro, a cui si sommano ulteriori proposte di sequestro per 5,7 miliardi.
- Economia "invisibile" ed interventi nel settore delle accise e del gioco d'azzardo: nel medesimo periodo, 12.824 soggetti non registrati a fini fiscali sono stati stimati responsabili dell’evasione di circa 5,8 miliardi d’IVA. Parallelamente, 6.361 datori di lavoro sono stati sanzionati per l’impiego irregolare di 30.819 lavoratori, mentre 5.300 interventi nel settore delle accise hanno condotto al sequestro di oltre 18.400 tonnellate di prodotti energetici, con un consumo fraudolento pari a circa 225.000 tonnellate. Inoltre, nel comparto del gioco e delle scommesse sono stati definiti oltre 6.000 controlli, con conseguente apertura di 352 indagini di polizia giudiziaria.[63]

Questi dati testimoniano come la Guardia di Finanza abbia costantemente aggiornato e perfezionato i propri metodi operativi, garantendo un elevato impatto sul territorio nazionale nella lotta contro il traffico illecito, il contrabbando e le frodi fiscali, contribuendo in maniera determinante alla sicurezza economica e alla legalità.

## Onorificenze
In riconoscimento della propria specificità di componente delle forze armate italiane ed allo stesso tempo delle forze di polizia italiane alla Guardia di Finanza è stata concessa la facoltà di disporre di proprie decorazioni "al Valore" e "al Merito" e proprie insegne di anzianità di servizio, diverse da quelle normalmente in uso nell'Esercito Italiano. Allo stesso modo la Guardia di Finanza ha istituito proprie medaglie di partecipazione o distintivi ricordo relativi all'impiego in ambito nazionale ed internazionale

### Medaglie, decorazioni e distintivi ricordo concessi dalla Guardia di Finanza

#### Dal 26 febbraio 2003 - attuale
Medaglia d'oro al valore della Guardia di Finanza
 Medaglia d'argento al valore della Guardia di Finanza
 Medaglia di bronzo al valore della Guardia di Finanza
 Croce d'oro al merito della Guardia di Finanza
 Croce d'argento al merito della Guardia di Finanza
 Croce di bronzo al merito della Guardia di Finanza
Conferita «Per premiare gli atti di singolare coraggio compiuti in attività d'istituto svolte dalla Guardia di Finanza, diretti a salvare vite umane, ad impedire sinistri o ad attenuarne le conseguenze, nonché imprese e studi volti allo sviluppo e al progresso del Corpo ovvero singole azioni caratterizzate da somma perizia, da cui siano derivati lustro e decoro alla Guardia di Finanza»
(decreto legislativo 19 marzo 2001, n. 69, art. 65, Riordino del reclutamento, dello stato giuridico e dell'avanzamento degli ufficiali del Corpo della Guardia di finanza, a norma dell'articolo 4 della legge 31 marzo 2000, n. 78, in G. U. n. 71 del 26 marzo 2001, S. O. n. 59, in vigore dal 27 marzo).

#### Dal 3 dicembre 1954 - attuale
Medaglia militare al merito di lungo comando per la Guardia di Finanza d'oro (o di 1º grado, 20 anni di comando)
 Medaglia militare al merito di lungo comando per la Guardia di Finanza d'argento (o di 2º grado, 15 anni di comando)
 Medaglia militare al merito di lungo comando per la Guardia di Finanza di bronzo (o di 3º grado, 10 anni di comando)
(decreto del Presidente della Repubblica 31 luglio 1954, n. 1052, art. unico, Modificazione dei modelli della croce al merito di servizio e della medaglia militare al merito di lungo comando per i militari della Guardia di Finanza, in G. U. n. 265 del 18 novembre 1954, in vigore dal 3 dicembre)

#### Dal 23 luglio 1990 - attuale
Croce per anzianità di servizio nella Guardia di Finanza d'oro (40 anni di servizio)
 Croce per anzianità di servizio nella Guardia di Finanza d'oro (25 anni di servizio)
 Croce per anzianità di servizio nella Guardia di Finanza d'argento (16 anni di servizio)
«La croce al merito di servizio ( [...] ) assume la denominazione di croce per anzianità di servizio» (art. 1). La croce (...) è coniata in oro ed in argento (...). Si porta appesa al petto con un nastro di seta color verde scuro, tramezzato e limitato ai margini da una lista gialla in palo (...). Il nastro può portarsi senza croce (art. 2). Hanno titolo a conseguirla ed a fregiarsene, anche dopo la cessazione dal servizio, gli ufficiali, i sottufficiali e gli appartenenti al ruolo dei finanzieri ed appuntati che abbiano compiuto i (...) periodi minimi di servizio [sopra indicati]. L'insegna di grado superiore sostituisce quella di grado inferiore» (art. 3)
(decreto del Presidente della Repubblica 23 giugno 1990, n. 195, Regolamento recante modificazioni alle norme in materia di concessione della croce al merito di servizio ai militari del Corpo della Guardia di Finanza, in G. U. n. 170 del 23 luglio 1990).

#### Dal 23 ottobre 2007 - attuale
Croce commemorativa per il personale della Guardia di finanza che abbia concorso alle attività di mantenimento della sicurezza internazionale nell'ambito delle operazioni militari in Afghanistan (2007)
(decreto del Ministro dell'economia e delle finanze 23 ottobre 2007)

#### Distintivi ricordo
Distintivo ricordo della Missione in Albania (oltre 8 mesi)
 Distintivo ricordo della Missione in Albania (da 4 a 8 mesi)
 Distintivo ricordo della Missione in Albania (da 16 giorni a 4 mesi)
 Distintivo ricordo della Missione U.N.M.I.K. in Kosovo
 Distintivo ricordo della Missione Ufficio Italiano Interforze in Montenegro
 Distintivo ricordo delle Operazioni U.E. "Frontex"
 Distintivo ricordo delle Operazioni in Libia
 Distintivo ricordo del servizio d'ordine pubblico "G7 Taormina 2017"
 Distintivo ricordo del servizio d'ordine pubblico "EXPO Milano 2015"
 Distintivo ricordo del servizio d'ordine pubblico "Giubileo Straordinario della Misericordia"
 Distintivo ricordo per il personale che ha prestato servizio presso le sedi disagiate e particolarmente disagiate

#### Distintivi ricordo per partecipazione ad eventi di particolare rilevanza
Distintivo ricordo per la partecipazione ad eventi di particolare rilevanza (oltre 15 eventi)
 Distintivo ricordo per la partecipazione ad eventi di particolare rilevanza (da 11 a 15 eventi)
 Distintivo ricordo per la partecipazione ad eventi di particolare rilevanza (da 6 a 10 eventi)
 Distintivo ricordo per la partecipazione ad eventi di particolare rilevanza (fino a 5 eventi)

#### Distintivi di merito
Distintivo di merito per servizio presso lo Stato Maggiore della Guardia di Finanza
 Distintivo di merito per servizio presso altro dicastero
 Distintivo di merito per lungo comando di stazione SAGF, sezione operativa navale, tenenza o brigata (20 anni)
 Distintivo di merito per lungo comando di stazione SAGF, sezione operativa navale, tenenza o brigata (10 anni)

### Onorificenze concesse alla Bandiera di guerra della Guardia di Finanza
La Bandiera di guerra della Guardia di Finanza è la più decorata tra quelle dei corpi di polizia italiani, insignita, tra le massime onorificenze, di sei croci di Cavaliere dell'Ordine militare d'Italia, tre Medaglie d'oro al valor militare, dieci Medaglie d'oro al valor civile ed altre decorazioni e medaglie, italiane ed estere (aggiornamento a gennaio 2024):
 8 Croci di Cavaliere dell'Ordine militare d'Italia (di cui 1 già dell'Ordine militare di Savoia)
 3 Medaglie d'oro al valor militare
 4 Medaglie d'argento al valor militare
 6 Medaglie di bronzo al valor militare
 2 Croci di guerra al valor militare
 4 Medaglie d'oro al valore della Guardia di Finanza
 10 Medaglie d'oro al valor civile
 1 Medaglia d'argento al valor civile
 12 Medaglie d'oro al merito civile
 2 Croci d'oro al merito della Guardia di Finanza
 1 Medaglia d’Oro annessa all’attestazione di Pubblica Benemerenza di I Classe del Dipartimento della protezione civile
 2 Diplomi di prima classe con medaglia d'oro per i benemeriti della pubblica finanza
 6 Diplomi di medaglia d'oro ai benemeriti della scuola, della cultura e dell'arte
 1 Diploma di medaglia d'oro ai benemeriti della cultura e dell'arte
 3 Medaglie d'oro al merito della sanità pubblica
 4 Medaglie d'oro al merito della Croce Rossa Italiana
 2 Diplomi di benemerenza ambientale con medaglia d'oro
 1 Medaglia d'oro di benemerenza per il terremoto calabro-siculo (1908)
 1 Medaglia d'oro di benemerenza per il terremoto di Avezzano del 1915
 1 Medaglia delle Nazioni Unite al servizio della pace UNMIK (U.N. Interim Administration Mission in Kosovo) (ONU)
 1 Medaglia d'oro dell'Aquila (Repubblica d'Albania)
 1 (EN) Double Gold Star of Sports Merit - (IT) Doppia stella d'oro al merito sportivo (Consiglio Internazionale per lo Sport Militare CISM)

## Denominazione nelle lingue minoritarie d'Italia
Nelle regioni a statuto speciale che beneficiano di un regime di bilinguismo, la denominazione Guardia di Finanza è stata resa nelle seguenti varianti:
- Per la Valle d'Aosta, bilingue italiano/francese, Garde des finances;
- Per la provincia autonoma di Bolzano, bilingue italiano/tedesco, Finanzwache;
- In Friuli-Venezia Giulia, per i comuni delle provincie di Trieste, Gorizia e Udine il cui statuto prevede il bilinguismo italiano/sloveno, Finančni stražniki.

## Media

### La rivista ufficiale
Dal 1886 il corpo della Guardia di Finanza possiede una rivista ufficiale, Il Finanziere, un mensile illustrato di cultura e informazione professionale.

### Social
Il Corpo dispone di canali ufficiali su X, Telegram, YouTube e da maggio 2020 ha anche esteso la propria presenza sui social con la creazione di canali ufficiali su Facebook ed Instagram. Lo scopo è quello di permettere ai cittadini di essere costantemente aggiornati sull'attività operativa e sulle varie iniziative delle fiamme gialle.

### Fumetto
La Guardia di Finanza ha un fumetto intitolato Le avventure di Finzy è un fumetto illustrato per bambini sulla guardia di finanza. Finzy è il protagonista che risolve i casi. Di questa collana sono disponibili 4 numeri, sul sito ufficiale.

### Cartone animato
Le avventure di Finzy è un cartoon edutainment capace di mixare educazione, informazione, guida e divertimento. Si divide in due serie per un totale di otto episodi in cui la mascotte della Guardia di Finanza (doppiata da Oreste Baldini) si trova ad affrontare ogni volta una difficoltà differente sulle tracce del Dr. Hackerstein. Gli episodi sono visibili sul sito web della Guardia di Finanza

### Videogioco
Il videogioco di Finzy è un edugame con cui viene insegnato ai più piccoli il compito del finanziere. Con questo gioco i bambini possono simulare un addestramento al fianco di Finzy il grifone della Guardia di Finanza che li guiderà attraverso quattro prove di abilità. Tra banconote false, oggetti contraffatti e corrieri della droga fin dentro il computer del malvagio Dr. Hackerstein.
È giocabile direttamente sul sito della Guardia di Finanza.

### Televisione
Tra il 2005 e il 2007 venne realizzata una serie televisiva, in due stagioni, chiamata Il capitano ed incentrata sulle vicende della Guardia di Finanza. Nel 2016, in prima serata su Rai 1 viene trasmessa la nuova fiction Il sistema, con protagonista Claudio Gioè, nei panni di un Maggiore del GICO, alla prese con un’indagine a carattere internazionale in materia di usura, riciclaggio e criminalità organizzata.

## Riferimenti normativi
- Legge 23 aprile 1959, n. 189, in materia di "Ordinamento del Corpo della guardia di finanza."
- Legge 24 ottobre 1966, n. 887 - Avanzamento degli ufficiali della Guardia di finanza
- Legge 29 ottobre 1965, n. 1218 - Istituzione di una Scuola di polizia economico-finanziaria.
- Decreto del Presidente della Repubblica 29 settembre 1973, n. 600 - Disposizioni comuni in materia di accertamento delle imposte sui redditi.
- Decreto legislativo 27 febbraio 1991, n. 79 - Riordinamento della banda musicale della Guardia di finanza.
- Decreto legislativo 5 dicembre 1995, n. 199, in materia di "Attuazione dell'articolo 3 della legge 6 marzo 1992, n. 216, in materia di nuovo inquadramento del personale non direttivo e non dirigente del Corpo della guardia di finanza."
- Art. 55 della Legge 6 febbraio 1996, n. 52 - Disposizioni per l'adempimento di obblighi derivanti dall'appartenenza dell'Italia alle Comunità europee - legge comunitaria 1994.
- Decreto legislativo 10 marzo 2000, n. 74 - Nuova disciplina dei reati in materia di imposte sui redditi e sul valore aggiunto, a norma dell'articolo 9 della legge 25 giugno 1999, n. 205.
- Decreto legislativo 19 marzo 2001, n. 68 - Adeguamento dei compiti del Corpo della Guardia di finanza, a norma dell'articolo 4 della legge 31 marzo 2000, n. 78
- Decreto legislativo 19 marzo 2001, n. 69, in materia di "Riordino del reclutamento, dello stato giuridico e dell'avanzamento degli ufficiali del Corpo della guardia di finanza, a norma dell'articolo 4 della legge 31 marzo 2000, n. 78."
- Decreto legislativo 15 marzo 2010, n. 66 - Codice dell'ordinamento militare.
- Sito istituzionale della Guardia di Finanza, su gdf.gov.it. URL consultato il 10 marzo 2011 (archiviato dall'url originale il 9 novembre 2019).
- Sito ufficiale del Gruppi Sportivi della G. di F., su fiammegialle.org.
- Testo del Decreto del Ministero dell'Economia e delle Finanze D.M. 17 maggio 2000, n. 155, su edizionieuropee.it. URL consultato il 6 gennaio 2014 (archiviato dall'url originale il 6 gennaio 2014).
- Composizione della sezione Guardia di Finanza del Consiglio Centrale di Rappresentanza Archiviato il 15 giugno 2011 in Internet Archive.